# Économie de la Nouvelle-Calédonie
L’économie de la Nouvelle-Calédonie traite de la situation économique conjoncturelle et structurelle de la Nouvelle-Calédonie.
La Nouvelle-Calédonie est un archipel disposant d'un statut particulier de large autonomie sui generis instauré par l'accord de Nouméa, différent des collectivités d'outre-mer (COM), et du statut de pays et territoire d'outre-mer (PTOM) de l'Union européenne.
Son économie se caractérise notamment par l'importance de l'industrie minière.

## Eléments de contexte généraux
La Nouvelle-Calédonie est un archipel situé à l'est de l’Australie et au nord de la Nouvelle-Zélande dans l'océan pacifique, à 16 732 km de la France métropolitaine (distance Nouméa-Paris). Ce territoire est la troisième plus grande île du Pacifique Sud après la Papouasie-Nouvelle-Guinée et la Nouvelle-Zélande, avec une superficie émergée de 18 576 km2 et une zone économique exclusive de 1 360 000 km2.
L’île principale, appelée Grande Terre, forme une bande de 500 km de long sur une cinquantaine de large ; l’archipel est également composé des îles Loyauté à l'Est (Ouvéa, Lifou, Tiga, Maré), l’île des Pins au Sud et les Bélep au Nord. Son lagon est le plus grand lagon fermé du monde (voir Lagons de Nouvelle-Calédonie). En juillet 2008, l’inscription de six de ses zones coralliennes au patrimoine mondial de l'Unesco, a consacré sur la scène planétaire la beauté et la variété des fonds sous-marins néo-calédoniens.
La Nouvelle-Calédonie compte une population pluriethnique de 271 490 habitants en 2020. On y parle le français ; on recense également vingt-huit langues kanak et d'autres langues appartenant aux différentes communautés présentes (le wallisien, l'indonésien, le tahitien, le javanais...).
Divisée en trois Provinces (Provinces Sud, Nord et des îles Loyauté), la Nouvelle-Calédonie compte trente-trois communes, parmi lesquelles Nouméa, la capitale, qui compte près de 100 000 habitants.
La société kanak est structurée autour d'une organisation coutumière propre dont le clan est la base. Les clans se réunissent en tribus, au sein de districts coutumiers, eux-mêmes regroupés en aires coutumières. La tribu est, depuis 1867, la reconnaissance administrative de l'organisation kanak.
Le panorama des tribus, réalisé en 1996 avec le partenariat du sénat coutumier, dresse un portrait statistique des 341 tribus et des cinquante-sept districts coutumiers que compte la Nouvelle-Calédonie. Il aborde plusieurs thèmes au niveau provincial, communal et tribal : la situation géographique, la démographie, l'activité, le niveau d'études, le logement, l'équipement, l'appartenance ou la résidence.
Les aires coutumières sont le fruit des accords de Matignon (1988), on en recense huit sur le territoire. Il s’agit de subdivisions spéciales et parallèles aux subdivisions administratives. Leur fonctionnement est fixé par la loi organique du 19 mars 1999. Chacune de ces aires est représentée par un conseil coutumier dont la compétence est de pouvoir se faire interpeller sur toute question par les autorités institutionnelles du pays ou par toute autorité administrative ou juridictionnelle sur l’interprétation des règles coutumières. Ses membres sont désignés selon des règles propres à chaque aire pour un mandat variable. Les chefs et grands chefs sont membres de droit de ce conseil coutumier.
La richesse de son sous-sol (notamment en nickel), les transferts financiers de l'État et de l'Union européenne ainsi que les politiques de rééquilibrages menés depuis la fin des années 1980 ont permis à la Nouvelle-Calédonie d'atteindre un niveau de développement très élevé, surtout comparativement au reste du Pacifique insulaire et même de la France ultramarine avec un indice de développement humain (IDH) de 0,789 en 2014[réf. souhaitée].
En 2018, le premier référendum sur l'indépendance de la Nouvelle-Calédonie a été organisé le 4 novembre 2018. À la question « Voulez-vous que la Nouvelle-Calédonie accède à la pleine souveraineté et devienne indépendante ? », les Néo-Calédoniens ont répondu à 56,4 % par le « non », avec un taux de participation de plus de 80 %. Lors de la seconde consultation organisée le 4 octobre 2020, le « non » l'a également emporté, à 53,26 %,,.

## Histoire

### 1774 – 1946: la découverte du territoire
Le territoire de la Nouvelle-Calédonie fut découvert en 1774 par le navigateur britannique James Cook, qui baptisa ce pays la New Caledonia en raison de la ressemblance entre le relief montagneux de la Grande Terre et son Écosse natale (cf. Calédonie). Le pays était peuplé par les Mélanésiens, les ancêtres des Kanaks.

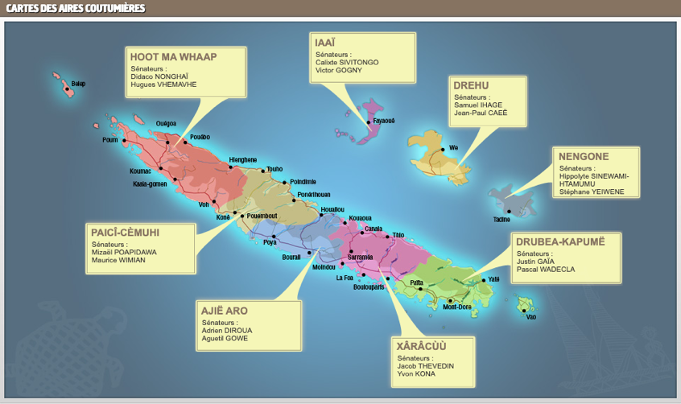
Carte des Aires Coutumières Nouvelle-Calédonie

Le 24 septembre 1853, l'amiral Febvrier Despointes prend possession de l'île au nom de la France, le Royaume-Uni l'ayant délaissée. Depuis cette date la Nouvelle-Calédonie est française. La ville de Nouméa, aujourd'hui capitale de l'archipel, sera créée en 1854. À la colonisation de peuplement s'ajoutera dès 1864, celle d'origine pénitentiaire. Le bagne, créé par Napoléon III, accueille environ cinq-mille communards. En effet, comme la Nouvelle-Calédonie se trouvait à l’autre bout du monde, la colonie pénitentiaire fut immédiatement perçue comme une prison sûre pour les opposants politiques aux différents régimes qui s’étaient succédé en France depuis la Révolution. Par ailleurs, il avait été décidé, que les bagnards, tant les hommes que les femmes, devaient rester sur le territoire une durée égale au nombre d'années d'emprisonnement effectuées, dans l'objectif de peupler la Nouvelle Calédonie. Le bagne disparait en 1897.
Durant cette période, la Nouvelle-Calédonie est marquée par plusieurs révoltes de la population kanak, dont la plus célèbre est celle menée par le grand chef Ataï, en 1878.
Le nickel est découvert dans l'archipel par Jules Garnier en 1864. L'extraction du minerai dans des gisements se trouvant dans la région du Mont d’Or près de Nouméa et sur la côte Est aux alentours de Canala, Thio et Houaïlou, se développe à partir de 1874. « Le nickel est alors vendu à un prix très élevé. La nouvelle de la découverte des gisements donne lieu à une véritable fièvre pour cet « or vert ». À côté des mineurs professionnels australiens venus dans la colonie pour chercher de l’or et restés pour diriger diverses exploitations minières, de nombreux colons s’improvisent prospecteurs…. Mais la crise de 1877 ruine leurs espérances ». Ils doivent céder à bas prix leurs gisements à des sociétés minières et métallurgiques, en premier lieu la SLN fondée en 1880.
Lors de la Seconde Guerre mondiale, la Nouvelle-Calédonie devient une base pour les Américains engagés dans la campagne du Pacifique, et plus de 50 000 Américains y séjournent. C'est en 1946 que la Nouvelle-Calédonie devient un territoire d'outre-mer.

### 1937-1980: essor du nickel avec l’usine de la SLN à Doniambo, Nouméa et croissance économique
En 1937, la Société Le Nickel absorbe la Société des Hauts Fourneaux (créée en 1910 à Nouméa) et par là même la fonderie de Doniambo. La SLN devient ainsi la seule entreprise minière et métallurgique du territoire. Dès lors, l’usine ne va cesser de se développer et d’innover.
À partir de 1946, une bonne santé économique s'accompagne de grands travaux : le barrage de Yaté construit entre 1955 et 1959, les infrastructures sportives des IIe Jeux du Pacifique Sud de 1966 dont le stade Numa-Daly ou la piscine olympique du Ouen Toro, le revêtement des routes et le développement du réseau électrique sur la Grande Terre, l'aménagement des remblais du port autonome de Nouméa dans les années 1970 transformant l'ancienne île Nou en une presqu'île artificielle désormais baptisée Nouville. Entre 1969 et 1976, la population de l'île s'accroit de plus de 20 % avec près de 20 000 nouveaux immigrants.

### 1980-2010: prospérité économique
Du point de vue économique, la prospérité économique de la Nouvelle-Calédonie reste une exception parmi les zones d’Outre-mer. Au cours des « 50 Glorieuses » de 1960 à 2010, le produit intérieur brut (PIB) a crû, en moyenne, au rythme de 3,9 % par an en termes réels. Le niveau moyen de revenu par habitant est ainsi comparable à celui de la métropole et nettement supérieur aux départements d’Outre-Mer.
La Nouvelle-Calédonie supporte également bien la comparaison avec les zones environnantes du Pacifique, avec un PIB nominal par habitant comparable à celui de la Nouvelle-Zélande, nettement supérieur à celui des autres États insulaires du Pacifique – mais inférieur de près de moitié à celui de l’Australie.
Cette prospérité repose en grande partie sur l’exploitation du nickel, une ressource naturelle non renouvelable et les transferts en provenance de la métropole.

### 2010-2020: ralentissement de la croissance économique
Depuis 2010, la croissance calédonienne connait un ralentissement dû à la diminution de l’investissement liée à l’achèvement de la construction des usines métallurgiques, à la fin progressive des grands chantiers publics et à la baisse du cours du nickel. Cependant l’économie reste solide et l’une des plus développées en Océanie.

### Années 2020: Une fragilité accrue par l’enchainement de multiples crises
Sur un fond de fragilités accumulées par plusieurs années de croissance ralentie, l’économie calédonienne a été confrontée en 2020 à de multiples crises. La Nouvelle-Calédonie a été touchée dès le premier trimestre par la crise sanitaire de la COVID-19 qui impose un mois de confinement strict, mettant un coup d’arrêt à la plupart des activités, suivi d’un confinement externe durant toute l’année qui freine l’économie.
L’année a été également marquée par la tenue du deuxième référendum d’autodétermination en octobre, source d’incertitudes et d’agitation. Le scrutin a vu la victoire des loyalistes, qui, réunissent un peu plus de 53 % des suffrages exprimés en faveur du maintien dans la République française.
Ce climat a été aggravé en fin d’année par d’importantes tensions sociales et politiques liées au choix du repreneur de Vale NC qui paralysent le secteur nickel et affectent l’économie dans son ensemble. Cette vente a été finalisée en mars 2021 au consortium Prony Resources comprenant 51 % de participation d’acteurs locaux, 19 % à Trafigura, le géant Suisse des matières premières. Les 30 % restants reviennent à la direction du consortium et au fonds d'investissement Agio Global.
En janvier 2024,  des salariés et sous-traitants de l’industrie du nickel ont fait grève pour demander aux  actionnaires des trois usines de raffinage du territoire de participer au redressement du secteur
Koniambo Nickel SAS (KNS) fait face à un endettement qui atteint 13,7 milliards d’euros, la province Nord en est actionnaire à 51 %, Glencore, actionnaire à 49 %.
Le 26 juillet 2024, la direction de l’usine de nickel KNS annonce le licenciement de ses 1 200 salariés. KNS était à la recherche d’un repreneur depuis le départ en février du groupe anglo-suisse Glencore, son actionnaire principal,.
Depuis mai 2024, les émeutes embrasent la Nouvelle-Calédonie. Elles ont éclaté sur fond de crise économique. La filière nickel, le poumon du « caillou », est au bord de la faillite. En 2023, les cours du métal se sont effondrés de moitié. En valeur, les exportations de nickel de la Nouvelle-Calédonie ont chuté de 15%. De plus, le coût de la vie local est 30% plus élevé qu'en métropole et 20% de la population vit en dessous du seuil de pauvreté.
Après environ un mois d'émeutes, le bilan est estimé à 900 entreprises et 200 maisons détruites, 600 véhicules incendiés. L'emploi est aussi impacté avec plus de 7 000 emplois détruits soit plus de 10% de l'emploi privé de l'île,.
Selon une étude de l’Institut de la statistique et des études économiques (ISEE) de Nouvelle-Calédonie publiée le 7 octobre 2024, l’extraction minière et de la production métallurgique du nickel s'effondre. En août, l’extraction a atteint 545 770 tonnes, contre 1,8 million en août 2023. Sur les neuf premiers mois de l’année 2024, elle s’élève à 5,3 millions de tonnes, contre 13,2 millions de tonnes sur la même période l’an passé.

## Données macroéconomiques

### PIB

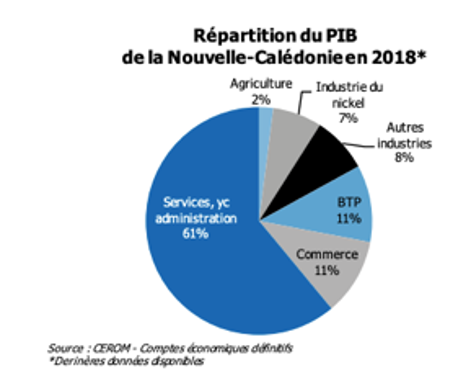
Répartition du PIB de la Nouvelle-Calédonie en 2018

La Nouvelle-Calédonie a enregistré ces dernières années un régime de croissance ralenti. Le rythme annuel moyen de progression du produit intérieur brut (PIB) s’établit à +1,2 % entre 2012 et 2018 en termes réels, à comparer au rythme moyen de +3,6 % sur la période 2000-2011. Cette croissance reste toutefois légèrement supérieure à celle de la population qui a nettement ralenti ces dernières années.
En 2018 la croissance réelle est estimée à +0,6 %, contre +1,1 % en 2017 et +0,6 % en 2015 et 2016.
Le PIB de la Nouvelle-Calédonie est estimé à 1 028 milliards de francs Pacifique (8,614 milliards d'euros) en 2018 avec un secteur tertiaire majoritaire (72 % du PIB), viennent ensuite le secteur secondaire (26 % du PIB) et le secteur primaire (2 %).
Le PIB par habitant est estimé à 3,64 millions de francs Pacifique (30 500 €), il progresse de plus de 3 % en moyenne annuelle depuis 2000.
Ainsi depuis les années 2000, le PIB/habitant a été multiplié par 1,7. À titre de comparaison, celui de la Polynésie française n’a pas progressé sur cette période et celui de la France a progressé de moins de 0,4.

### Le commerce extérieur et les principaux partenaires commerciaux

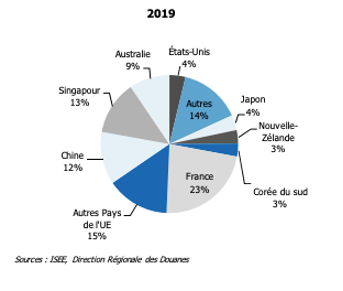
Parts de marché par fournisseurs 2019

Importations
Les importations, qui avaient connu un pic exceptionnel en 2019 (avec la livraison de nombreux matériels de transport), retrouvent un niveau plus habituel en 2020 : 270,7 milliards XPF (2,27 milliards €) en recul de 13,8 % sur l’année. Outre cette correction technique, la chute des cours du pétrole, engendrée par la situation conjoncturelle mondiale, se répercute sur la valeur des importations d’énergie (-26,4 %).
L’Asie est le principal fournisseur de la Nouvelle-Calédonie en 2019 avec 37,6 % de part de marché. Les biens d’investissement (transports, machines et automobiles), les biens intermédiaires (matériel de distribution), l’énergie et les biens de consommation non-durable (dont les produits alimentaires) sont les principales importations.
L’Union européenne (France incluse) est le second fournisseur de la Nouvelle-Calédonie en 2019, avec 22,7% de part de marché pour la France, et 14,8% pour l’ensemble des autres pays de l’Union.

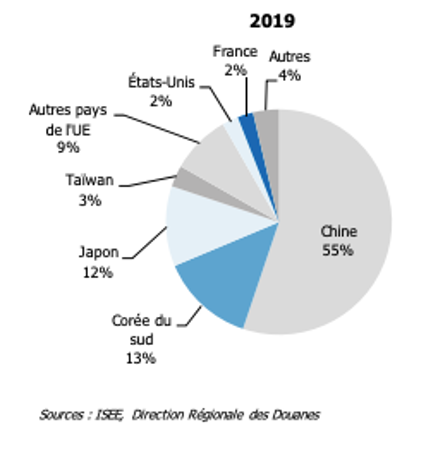
Parts de marché par destinataires 2019

L’Océanie, avec 13,2% de part de marché, est la troisième zone d’échange avec le territoire. Les principales importations proviennent d’Australie et de Nouvelle-Zélande,.
Exportations
Les exportations 175,4 milliards XPF (1,47 milliard €), sont de nouveau en baisse en 2020 (-3,4 %, après -6,8 % en 2019), résultat de la diminution des exportations de nickel (-4,4 %, soit -7,5 milliards XPF ou 62,8 millions € malgré la hausse de celles de minerais) et, dans une moindre mesure, du recul des exportations de produits de la mer (-8,4 %), notamment d’holothuries et de thons.
La Chine maintient sa place de premier client du territoire en 2019 en comptabilisant plus de 55% du total exporté, soit une part de marché multipliée par quatre en dix ans (13% en 2009). Les exportations vers la Chine sont d’une valeur de 99,7 milliards XPF (830 millions €).
La Corée du Sud est le deuxième pays destinataire (13.5% du total) et le Japon le troisième partenaire commercial (11.5% du total),.

## Monnaie

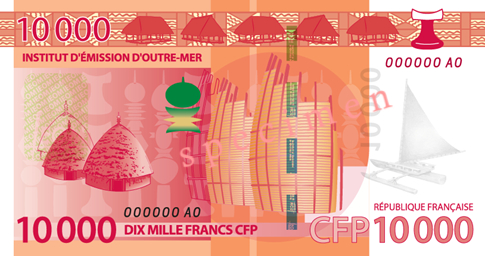
Billet de 10000 francs Pacifique (verso, face néo-calédonienne).

La monnaie locale est le franc pacifique (CFP en termes usuels, ou XPF en termes bancaires) dont la parité est fixe par rapport à l'euro (1 000 XPF = 8,38 €). Il fut créé en décembre 1945, après les accords de Bretton Woods.
L'Institut d'émission d'outre-mer (IEOM), une subdivision locale de la Banque de France avec son siège à Paris, en est l'institut émetteur. Cette monnaie est aussi utilisée dans les deux autres collectivités d'outre-mer du Pacifique (Polynésie française, Wallis-et-Futuna). La graphie actuelle des billets de banque, définie par l'IEOM, est actuellement commune aux trois collectivités, et cela depuis 1992.
La monnaie est l'une des compétences régaliennes qui ne peut être transférée à la collectivité de Nouvelle-Calédonie et reste donc dans le champ de compétence de l’État.

## Données sectorielles

### Secteur primaire

#### Les politiques agricoles et la production agricole
Cette section devrait être déplacée dans l'article Agriculture en Nouvelle-Calédonie.
Pour plus d’informations, se reporter en page de discussion. (mai 2024)
Le début des années 2000 a été marqué par une chute du nombre d’exploitations de -19,2 % et un recul des activités agricoles.
Les trois Provinces ont la compétence de développement agricole, le gouvernement gère les questions de réglementation, de régulation des marchés avec en particulier l’Agence rurale, établissement public opérationnelle depuis le 1er janvier 2019. La chambre d’agriculture a un rôle de représentation, de conseil et de formation.
L'agriculture et la pêche sont peu développées, et essentiellement vivrières. Elles représentent 1 % à 2 % du produit intérieur du territoire et emploient 5 % de la population active, mais contribuent à limiter l'exode rural vers la province Sud.
Les principales exportations concernent la crevette de mer (produite par la pêche côtière, mais de plus en plus produite par l'aquaculture d'espèces hybrides), le thon et le cerf.
Globalement, en 2015, la valorisation de la production agricole commercialisée est assurée par la Province Sud à 76 %, par la Province Nord à 20 %, et la Province des Îles à 4 %.
Le secteur primaire est majoritairement constitué de très petites exploitations. Parmi les 6 867 exploitations du secteur recensées au RIDET en 2019. Plus de 76 % des exploitations exercent principalement une activité de culture, d’élevage et de chasse, 22 % une activité de pêche ou d’aquaculture et 1,3 % une activité de sylviculture et exploitation forestière.
L’autosuffisance alimentaire s’inscrit comme un enjeu majeur pour le territoire dont le taux de couverture s’établit à 47 %. La production agricole commercialisée s’élève à 13,2 milliards francs Pacifique (110 millions d'euros) en 2019.
Le secteur primaire a été peu affecté par la crise de la COVID-19, la production n’ayant pas été arrêtée, tandis qu’elle était soutenue par la consommation locale.

#### La production animale
Cette section devrait être déplacée dans l'article Agriculture en Nouvelle-Calédonie.
Pour plus d’informations, se reporter en page de discussion. (mai 2024)
La production animale s’articule principalement autour de trois filières : la filière bovine, la filière avicole (production d’œufs et de volailles) et la filière porcine.

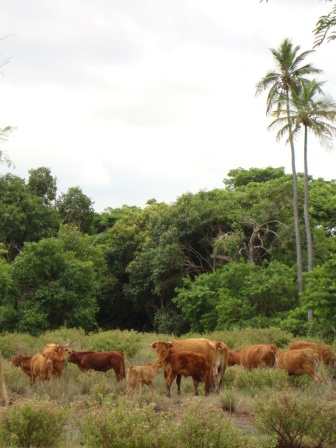
Troupeau de bovins, dans la région de Koumac

La filière bovine est principalement destinée à la production de viande, la collecte de lait restant marginale. D’après le recensement général de l’agriculture de 2012, l’élevage bovin concerne 1 200 exploitants, pour la plupart installés sur la côte ouest et le secteur a une valeur de deux milliards francs (16,7 millions d'euros). Avec 84 600 têtes, l’élevage bovin occupe 95 % de la surface agricole utilisée (174 300 ha de pâturages).
Les abattages bovins diminuent de 7,7 % en 2020 (le niveau d’abattage bovin était plus élevé en 2019 du fait de la sécheresse de fin d’année).
L’aviculture est concentrée en province Sud (plus de 90 %), où les principaux élevages industriels sont implantés. En 2018, dernière année disponible, 763 tonnes ont été commercialisées en aviculture chair, pour une valeur de 576 millions francs (4,8 millions d'euros).
La production de la filière porcine atteint 2 791 tonnes en 2019 et est valorisée à près de 1,6 milliard francs (13 millions d'euros). Les abattages de porcins qui augmentent de 6,0 % en 2020.
L’Office de commercialisation et d’entreposage frigorifique (OCEF) a été créé en 1963 par la Nouvelle-Calédonie, afin d’améliorer les conditions sanitaires de transport, de stockage et commercialisation des viandes. L’OCEF a pour mission la régulation des marchés agricoles et en particulier de la viande et de la pomme de terre, par l’achat, le traitement et la mise en marché des productions locales et l’importation des compléments nécessaires aux besoins du territoire. L’entreprise possède sept sites de production, stockage ou commercialisation répartis du Nord au Sud sur cinq communes du territoire.

#### La production végétale
Cette section devrait être déplacée dans l'article Agriculture en Nouvelle-Calédonie.
Pour plus d’informations, se reporter en page de discussion. (mai 2024)
La production de fruits et légumes représente deux tiers de la production végétale, loin devant l’horticulture (16 %), les céréales (7 %), le coprah, la vanille et le café (moins de 1 %).

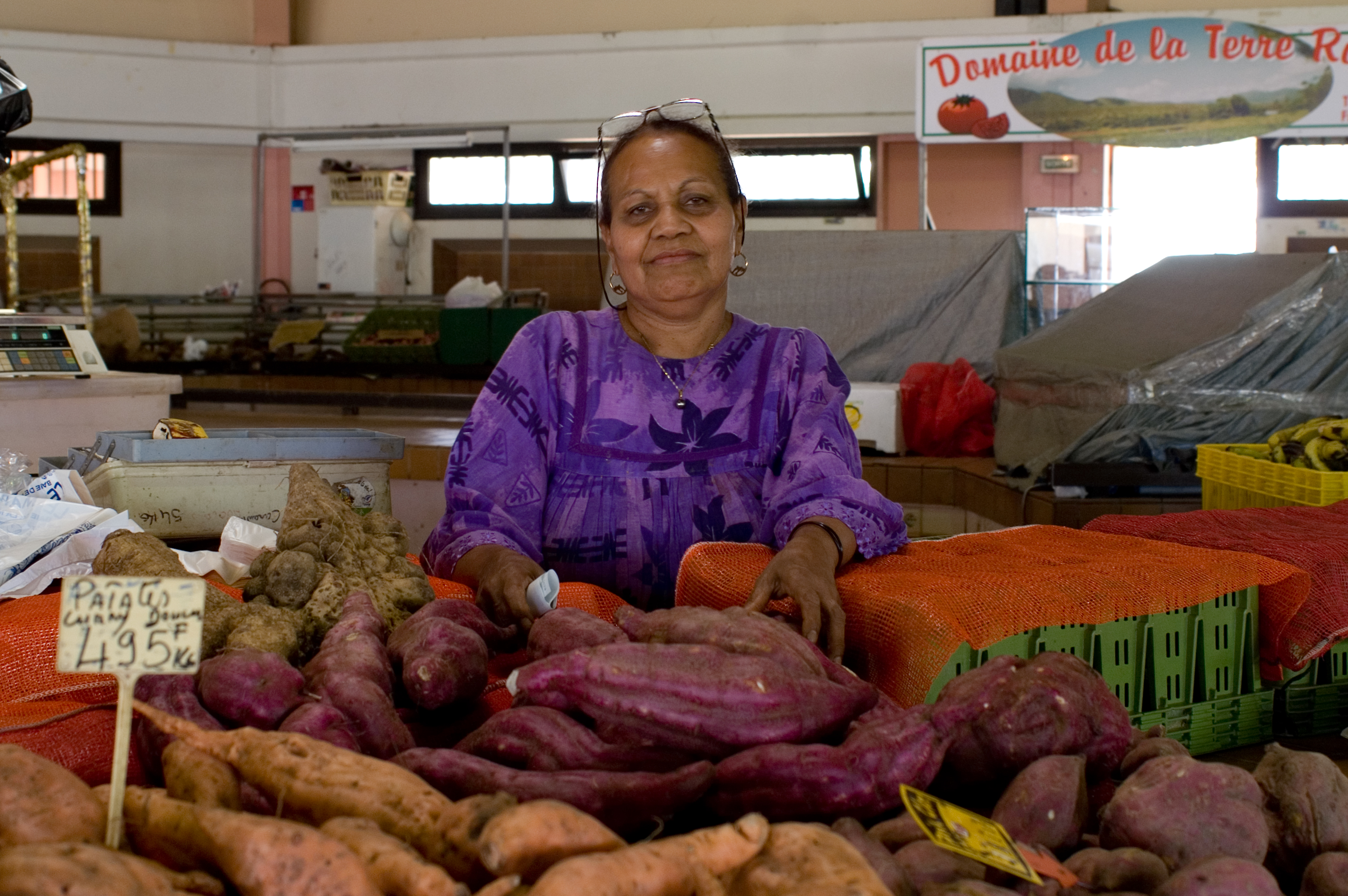
Femme vendant des légumes locaux, dont des patates douces, au marché de Nouméa.

La production commercialisée de fruits s’articule autour de trois cultures principales : les oranges (23 %), les bananes (22 %) et les pastèques (17 %). La production commercialisée de fruits est de 4 734 tonnes en volume et 1,7 milliard francs (14 millions d'euros) en valeur en 2019.
Les importations tous fruits confondus s’élèvent à 4 769 tonnes pour 1,2 milliard francs (10 millions d'euros) en 2019, et sont constituées à plus de 75 %, de pommes, poires, raisins, oranges et kiwis. Plus de 80 % de ces volumes proviennent d’Australie et de Nouvelle-Zélande.

Les principaux légumes cultivés sont les squashs (sorte de courge, qui représente 19 % de la production totale en volume), les pommes de terre (17 %), les salades (10 %) et les tomates (10 %). La production de légumes commercialisée s’élève à 15 018 tonnes en volume et 3,5 milliards francs (29 millions d'euros) en valeur.

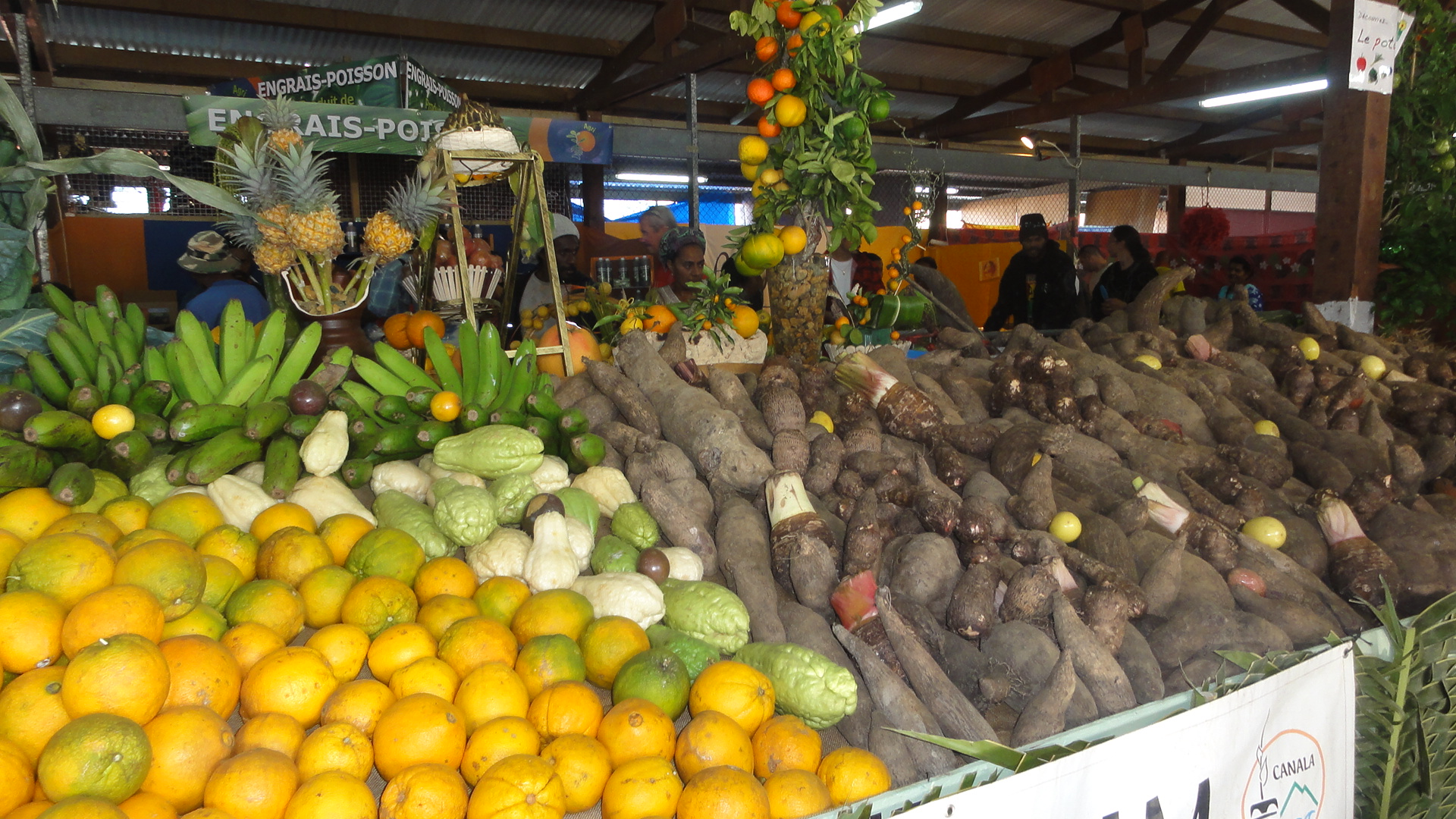
Fruits et légumes tropicaux sur un stand de la Foire de Bourail en 2011.

Les importations de légumes s’élèvent à 3 868 tonnes et 695 millions francs (5,8 millions d'euros) en valeur. Elles sont constituées pour près de deux tiers, d’oignons, de carottes, de légumes secs et de choux verts. Les légumes commercialisés localement sont importés principalement de Nouvelle-Zélande et d’Australie (respectivement 59 % et 22 % des volumes).
Depuis 2011, à la faveur d’un plan de relance associant les acteurs de la filière et avec un arrière-plan d’autosuffisance alimentaire, la production céréalière (quasi exclusivement du maïs) a été multipliée par quatre pour atteindre 10 378 tonnes en 2018. Cette croissance est liée à une augmentation des surfaces emblavées en maïs et une amélioration technique.
En 2019, la production s’établit à 8 974 tonnes pour un chiffre d’affaires de 500 millions francs (4,2 millions d'euros). Le développement de la filière met également l’accent sur la diversification des cultures : sorgho, riz et blé. Les importations (hors semences) s’élèvent à 40 479 tonnes et 2,1 milliards francs (16,8 millions d'euros) en 2019.

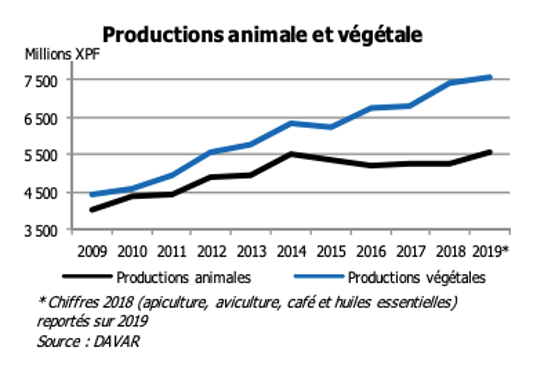
Productions animale et végétale 2009-2019

La Nouvelle-Calédonie produit et exporte également des huiles essentielles (huiles de santal et de niaouli). En 2019, 10,1 tonnes d’huiles essentielles de santal ont été exportées (principalement vers la France métropolitaine), pour une valeur de 680 millions francs (5,7 millions d'euros). Le bois de santal est une ressource rare utilisée en huiles essentielles ou essences notamment par les parfumeries de luxe et la cosmétique. Le Gouvernement a interdit l’exportation de bois de santal brut depuis le 8 décembre 2015, afin de préserver la ressource et favoriser la transformation locale pour créer davantage de valeur ajoutée.
Depuis quelques années, l’horticulture ornementale et la sylviculture contribuent au développement de la filière végétale. L’horticulture représente désormais un chiffre d’affaires estimé à 1,2 milliard francs (10 millions d'euros). La filière du bois se développe et s’organise progressivement. Ainsi, la SAEM « Sud Forêt », créée par la province Sud en 2012, a lancé un programme pilote de plantation d’arbres et gère 2 200 hectares de forêt d’essences endémiques, telles que le gaïac, le pin colonnaire, le santal et le kaori. La filière se structure également en province Nord avec la société « Bois du Nord », créée en novembre 2016 (fusion de trois entités liées aux métiers du bois) et dont l’objectif est de construire une industrie du bois à partir des forêts de pins caraïbes du plateau de Tango.

#### La pêche
Trois formes de pêche sont pratiquées en Nouvelle-Calédonie, selon les zones d’activité : lagon, pente externe du récif et haute mer.
La pêche lagonaire est réalisée par des navires de petite taille. Elle concerne, outre la prise de poissons, la récolte de trocas (escargots de mer) et d’holothuries (également appelés bêches ou concombres de mer), tous deux principalement destinés aux marchés asiatiques.
La pêche côtière est pratiquée à l'extérieur du lagon, jusqu’à 12 milles marins (environ 22 km) au large du récif, à partir de navires polyvalents. Les prises alimentent le marché local.
La pêche hauturière est pratiquée dans la zone économique exclusive (ZEE). Des navires palangriers exploitent depuis les années 1980 les ressources en thonidés et marlins, en partie exportées. La filière compte vingt palangriers qui appartiennent à huit armements. Si l’essentiel se trouve en province Sud, trois armements sont basés dans le Nord et les îles. La société Navimon détient 40 % de la flottille, Pescana et Armement du Nord 15 % chacun. Les cinq autres armements se répartissent les 30 % restants.
La filière pêche est en légère perte de vitesse en 2020, le volume de pêche des palangriers diminuant de 2,9 %, entraînant dans son sillage une diminution des exportations de thons (-13,9 % en volume par rapport à 2019).
En 2019, la production palangrière s’élève à 2 516 tonnes débarquées. Le thon représente près de 90 % des volumes pêchés. En particulier, le thon blanc, qui représente plus des deux tiers de la production totale et le thon jaune 22 %.
Le principal débouché de la pêche hauturière est le marché local, qui absorbe plus de 80 % de la production, une partie du thon est transformée localement en conserves. Les ventes à l’exportation, jugées globalement moins rentables, permettent de valoriser les excédents de pêche par rapport à la consommation domestique. Les volumes exportés de thons sont en hausse et alimentent principalement les marchés japonais, français et les conserveries samoanes,.

#### L’aquaculture
Cette section devrait être déplacée dans l'article Agriculture en Nouvelle-Calédonie.
Pour plus d’informations, se reporter en page de discussion. (mai 2024)

Commencée dans les années 1970, l’aquaculture de la crevette bleue se développe une dizaine d’années plus tard avec la création de la Société d’aquaculture calédonienne (SODACAL) en 1984.

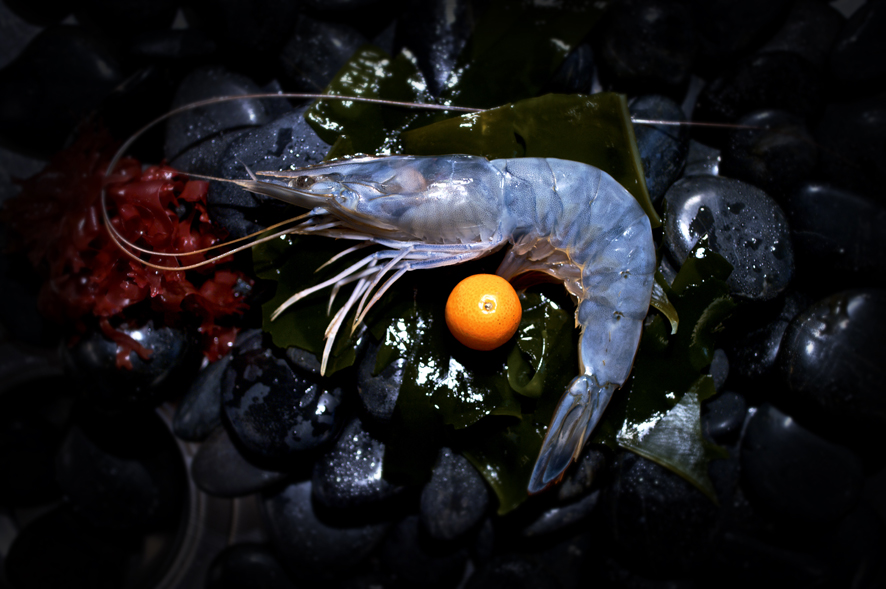
Crevette bleue ou Obsiblue de Nouvelle-Calédonie

Parmi les différentes espèces en vogue (la crevette tigre ou la crevette à pattes blanches), le territoire choisit la crevette bleue en raison de l’adaptation de cette dernière au climat hivernal relativement frais de la Nouvelle-Calédonie, et donc la possibilité de réaliser deux campagnes annuelles. De ce fait, la Nouvelle-Calédonie a été pendant longtemps le seul pays en mesure de commercialiser la crevette bleue d’élevage.
Cette filière mobilise un grand nombre d’acteurs : quatre écloseries, deux prébendiers, dix-huit fermes de grossissement et deux ateliers de conditionnement.
La filière aquaculture parvient à maintenir une bonne performance en 2020 avec des exportations de crevettes en légère baisse en volume (-0,9 %), mais en augmentation en valeur (+1,8 %).
Le principal marché à l’exportation est le Japon, avec 76,8 % du total de crevettes exportées. Les exportations à destination de la France et des États-Unis représentent 9 % et 8 % des parts de marchés. Le prix moyen de la crevette néo-calédonienne est de 1 617 XPF/kg (13,5 €/kg) en 2019[réf. nécessaire].
En 2019, la filière crevette représente un chiffre d’affaires de 259 millions francs (2,2 millions d'euros) pour les écloseries et de 1,9 milliard francs (16 millions d'euros) pour les fermes,,.

### Secteur secondaire

#### Secteur minier

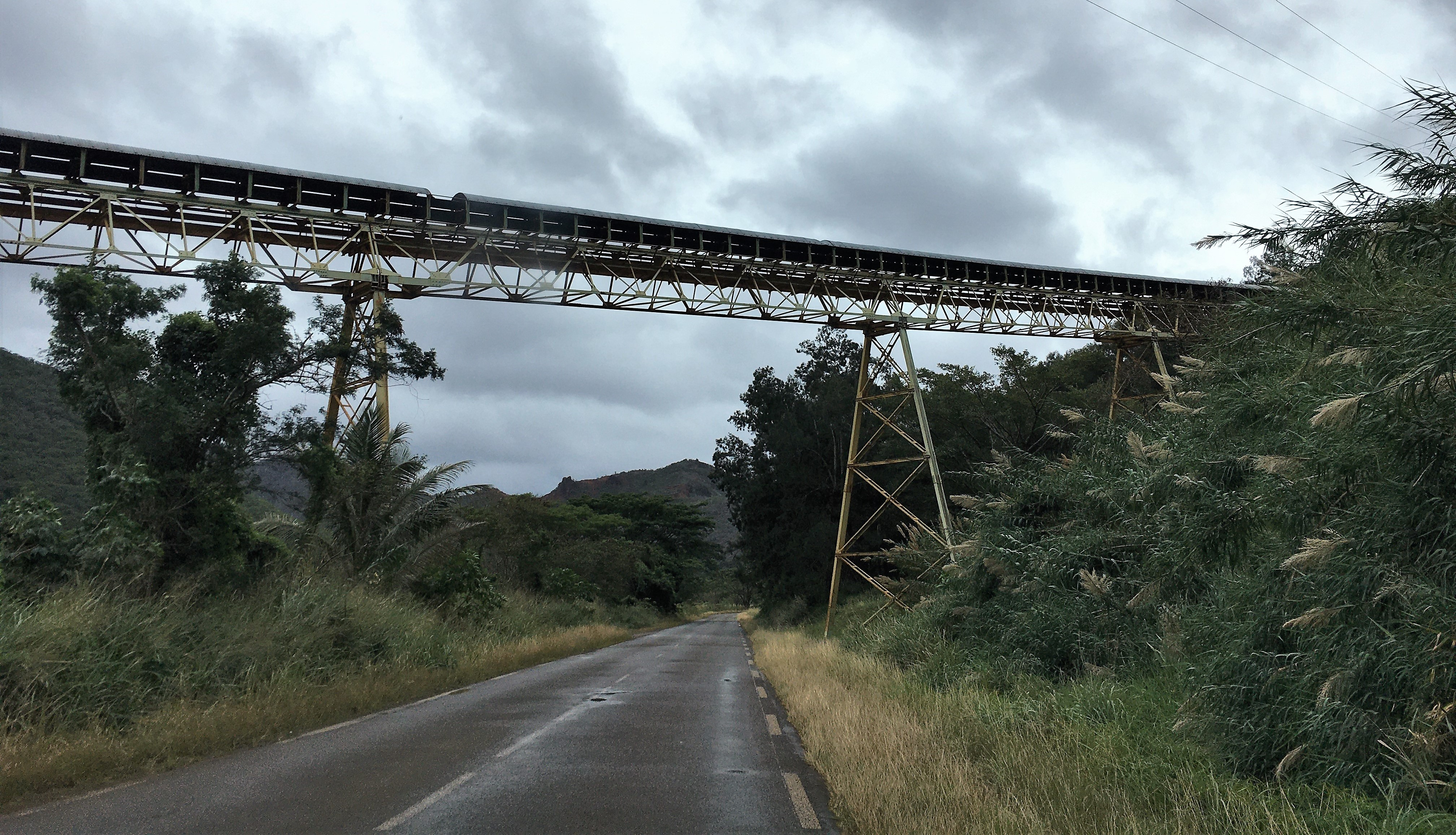
Convoyeur à Kouaoua

Le secteur nickel en Nouvelle-Calédonie demeure sous tension, marqué par des baisses inédites de la production minière et métallurgique. Les métallurgistes ne sont pas encore parvenus à atteindre la rentabilité et les réflexions engagées sur les modèles économiques amènent certains d’entre eux à revoir leur positionnement commercial et cibler le développement d’une activité d’exportations de minerais en complément à leur activité métallurgique.
Toutefois, si les perspectives de long terme restent encourageantes (développement du marché des véhicules électriques) et les cours ont augmenté en 2020 (à environ 20 000 $ US/t), les risques d’un excédent d’offre sur le marché sont présents, en lien notamment avec les impacts sur la demande de la crise économique mondiale mais aussi de la hausse de la production mondiale.

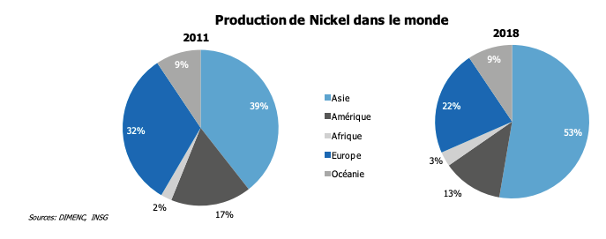
Production de nickel dans le monde.

##### Le nickel dans le monde

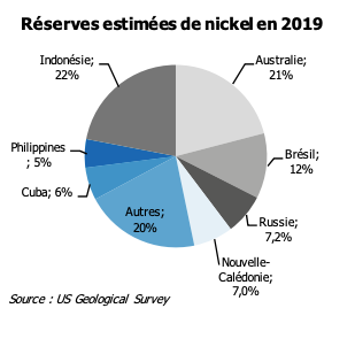
Réserves estimées de nickel en 2019

À la suite du boom du cours du métal en 2007-2008 et d'une demande soutenue (+3,2 % par an sur la décennie passée), en particulier grâce à la croissance chinoise, un cycle de nouveaux investissements s’est enclenché. Les capacités de production de métal des pays émergents (Indonésie, Philippines, Chine, Madagascar, Brésil…) se sont grandement accrues tandis que l’exploitation de minerai et de métal de moins bonne qualité (« pig iron1 » notamment) se développait également. Ce cycle d’investissement a modifié en profondeur la géographie du marché mondial : le poids de l’Asie, désormais à l’origine de près de la moitié de la production mondiale de nickel primaire, s’est renforcé de quatorze points en sept ans (entre 2011 et 2018), au détriment des acteurs historiques (l’opérateur russe Norilsk et la SLN localement) les moins compétitifs et explique la persistance d’une forte pression à la baisse sur leurs couts de production.
Malgré l’abondance du nickel sur la planète, les gisements effectivement exploitables, qui constituent les réserves, sont relativement peu nombreux. Ainsi, l’appréciation du niveau des réserves mondiales de nickel prend en compte la faisabilité des investissements nécessaires à l’exploitation des gisements identifiés. Selon l’United States Geological Survey (USGS), les réserves mondiales sont estimées à plus de 95 millions de tonnes de nickel en 2019. La Nouvelle-Calédonie en détiendrait environ 7 %, en cinquième position après l’Indonésie (22 %), l’Australie (21 %), le Brésil (12 %) et la Russie (7 %).

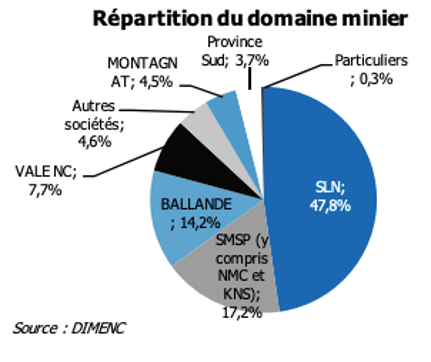
Répartition du domaine minier

##### Le nickel en Nouvelle-Calédonie
L’extraction du minerai s’articule autour de concessions minières, exploitées soit directement par les branches minières des opérateurs métallurgistes (Société Le Nickel, le consortium Prony Resources (repreneur de l’usine du Sud qui appartenait auparavant à Vale NC), Koniambo Nickel SAS), soit par des « petits mineurs », qui possèdent un domaine et des autorisations d’exportation, soit enfin par des sous-traitants pour le compte des propriétaires miniers (entités métallurgistes ou petits mineurs). L’appellation « petits mineurs » recouvre trois entités calédoniennes : la Société des mines de Tontouta (SMT) du Groupe Ballande et ses filiales, la Société minière Georges Montagnat (SMGM), et le Groupe Maï Kouaoua Mines (MKM).
Autre acteur important de l’extraction, la Nickel Mining Company SAS (NMC) exploite plusieurs centres miniers afin d’approvisionner en minerai de nickel l’usine de production de ferronickel SNNC de Gwangyang, en Corée du Sud.
Au début de l’année 2019, le domaine minier néo-calédonien, qui intègre les concessions, les permis de recherche et les réserves techniques provinciales, couvre près de 270 000 hectares (environ 15 % de la surface totale de la Nouvelle-Calédonie). Selon les données officielles, la SLN disposerait de 48 % des titres miniers, la SMSP, 17 %, Ballande, 14 % et VALE NC (maintenant Prony Resources), 8 %. Afin de mesurer les potentialités d’exploitation des titres, les opérateurs sont tenus d’effectuer des travaux de reconnaissance à un niveau indiqué de leurs concessions, sous peine de déchéance.

##### La transformation locale du minerai
Le minerai transformé localement est traité sur l’un des trois sites métallurgiques : L’usine de la Société Le Nickel (SLN), l’usine hydro métallurgique de Prony Resources et l’usine de Koniambo Nickel SAS.
L’usine de la Société Le Nickel (SLN), plus que centenaire, était la seule usine de transformation du minerai en nickel métal du territoire jusqu’en 2010. Son capital est détenu à hauteur de 56 % par Eramet, 34 % par la STCPI et 10 % par Nisshin Steel (producteur d’acier inoxydable au Japon). Elle utilise un procédé pyrométallurgique éprouvé, et produit du ferronickel (premier producteur mondial en 2014). Elle produisait également des mattes jusqu’à la mi-2016. En 2019, sa production de ferronickel s’est élevée à près de 47 000 tonnes.

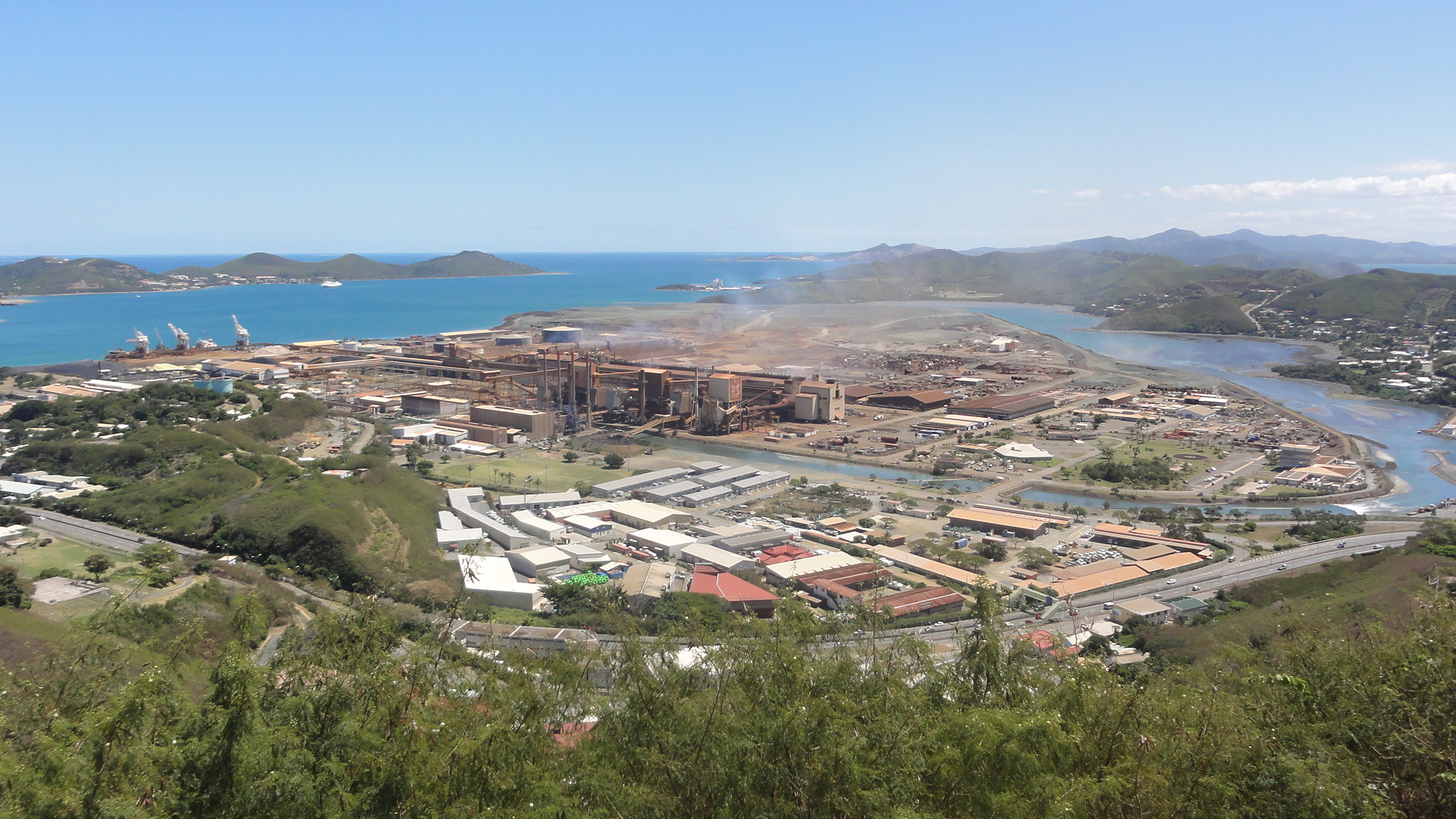
L'usine SLN de Doniambo à Nouméa

L’usine hydro métallurgique de Vale NC dont le futur repreneur est Prony Resources, un consortium composé à 51 % d'intérêts calédoniens et à 19 % du négociant suisse Trafigura, le reste revenant à une société d'investissement multipartite : le procédé industriel mis en œuvre permet d’extraire du nickel et du cobalt à partir de latérites (minerai pauvre en nickel) issus de l’exploitation du plateau de Goro. Tesla a signé un partenariat avec Prony Resources, pour bénéficier de priorités d'approvisionnement en nickel, l’un des principaux composants des batteries de ses véhicules.
En 2019, l’usine a produit 17 300 tonnes de NiO, 6 500 tonnes de NHC et 1 200 tonnes de CoCO3.
L’usine de Koniambo Nickel SAS traite par un procédé pyrométallurgique les saprolites à teneur élevée du massif de Koniambo en province Nord, l’un des plus importants gisements de saprolites au monde. Son capital est détenu à 51 % par la SMSP et à 49 % par Glencore, qui rachète l’intégralité du ferronickel produit. L’usine est entrée en production en 2013, mais sa montée en puissance a été retardée par un grave incident survenu en décembre 2014, qui a révélé après expertise un défaut de conception nécessitant la reconstruction des deux fours construit en 2015 et en 2017. En 2019, sa production de ferronickel s’établit à environ 24 000 tonnes.

##### Produits de la métallurgie en Nouvelle-Calédonie
Quatre types de produits sont ainsi élaborés en Nouvelle-Calédonie : le ferronickel, l’oxyde de nickel, Le Carbonate de Cobalt et le Nickel Hydroxyde Cake.
Le ferronickel : composé d’environ 25 % de nickel, le reste étant principalement du fer (70 %). Il est utilisé pour la fabrication d’acier inoxydable, et produit par la SLN et KNS.

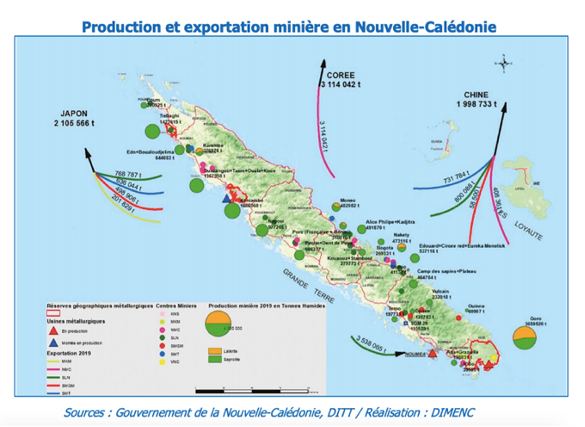
Production et exportation minière en Nouvelle-Calédonie

L’oxyde de nickel (NiO) : produit fini de l’usine VALE NC contenant 78 % de nickel. À la suite d'un changement de stratégie, VALE NC a annoncé l’arrêt de sa production à compter de mi-2020.
Le Carbonate de Cobalt (COCO3) : coproduit de l’usine VALE NC. Il est principalement utilisé pour fabriquer des piles et des batteries destinées aux téléphones portables et aux véhicules électriques. Avec la fermeture de la raffinerie, sa production va également être arrêtée.
Le Nickel Hydroxyde Cake (NHC) : produit intermédiaire non raffiné contenant environ 17 % de nickel et 2,5 % de cobalt, produit par l’usine VALE NC. Destiné à l’industrie des batteries des véhicules électriques, l’usine du Sud a décidé d’en faire son produit principal.
La production métallurgique calédonienne de nickel s’établit à 94 000 tonnes en 2019 dont 93 000 tonnes à l’export. Les commandes chinoises continuent de prendre de l’importance principalement au détriment de l’Europe. En 2019, elles concentrent désormais près de 72 % (contre 52 % en 2017 et 19 % en 2009) de la totalité des exportations du territoire. Le deuxième client est le Japon avec 6 % des volumes exportés, suivi de Taiwan et de l’Espagne.

##### Perspectives
En 2022, la Nouvelle-Calédonie est le 5e producteur mondial de nickel.
Selon divers analystes, les perspectives de développement de l’industrie des véhicules électriques s’annoncent exponentielles (la vente de véhicules électriques pourrait dépasser les 60 millions d’unités à horizon 2040 (contre 2,4 millions en 2016) et renforcent l’idée de l’installation à moyen terme d’une tendance positive sur le marché du nickel. Une étude de Wood Mackenzie estime que la consommation de nickel devrait ainsi passer de 128 milliers de tonnes en 2019 à 265 milliers de tonnes en 2025 (et 1,23 million de tonnes en 2040).
En Nouvelle-Calédonie, la situation des usines en 2024 se détériore face aux mauvais rendements, à une énergie coûteuse et à une forte concurrence étrangère qui ont fait plonger dans le rouge les trois usines de raffinage de l’archipel. Près de 25 % des emplois dépendent de la mine et de la métallurgie(Prony Resources, SLN, KNS sont toutes déjà très endettées).
Le secteur très capitalistique du nickel calédonien représente 93 % des exportations et est le plus gros employeur du territoire (il emploie directement ou indirectement 20 à 25 % des salariés), mais son exploitation connaît une grave crise malgré un boom de la demande mondiale liée à la fabrication de batteries pour les voitures électriques. Soumis à la volatilité des marchés et encadré par des normes environnementales, il voit le prix du minerai dévisser de plus de 45 % en 2023. L'archipel fait face au coût élevé de l'énergie et à la concurrence étrangère, notamment indonésienne, qui a des coûts de main-d'œuvre inférieurs et des réglementations environnementales moins strictes. La Nouvelle-Calédonie détient 30% des réserves mondiales,,.

#### L’eau
L'adduction d'eau potable est une compétence municipale, qui peut être déléguée à des syndicats de communes. La distribution d’eau potable peut aussi être assurée par des entreprises privées, dans le cadre de contrats de délégation de service public. Ainsi, la Calédonienne des eaux (CDE), filiale du groupe Suez, gère la distribution d’eau potable des communes de Nouméa, Mont-Dore, Dumbéa, Païta, La Foa et Boulouparis. Le SIVOM eaux et déchets VKP ainsi que la commune de Koumac ont délégué leur service public de l’eau potable à Aqua Nord, autre filiale du groupe Suez. Les autres municipalités gèrent directement la distribution d’eau. La CDE et Aqua Nord assurent toutefois des prestations d’entretien des installations de production et de traitement de l’eau potable pour certaines de ces communes.

#### Industrie et artisanat

##### Industrie
En 2019, le secteur de l’industrie génère 7,9 % de la création d’entreprises, concentre 4,4 % du parc d’entreprises et crée 8,0 % de la richesse du territoire (chiffre 2018). Engagée depuis la tenue des états généraux, la réflexion autour de la refonte du modèle de l’industrie calédonienne se poursuit. En parallèle, la filière est à la recherche de nouveaux débouchés commerciaux, notamment dans les pays voisins. Fin 2019, l’industrie manufacturière (hors métallurgie) compte 2 667 entreprises (+2,9 % par rapport à 2018).
Les principales activités industrielles en Nouvelle-Calédonie sont la réparation et l’installation de machines et d’équipements industriels (29,5 % du parc d’entreprises industrielles), l’industrie agro-alimentaire (18,1 %), la production de biens de consommation et de produits du bâtiment.
La majorité des industries manufacturières demeure concentrée dans l’agglomération du Grand Nouméa (2 127 unités, soit près de 80 % du parc). En 2019, grâce au développement de nouvelles zones d’activité, le nombre d’entreprises installées au Mont-Dore, à Dumbéa et à Paita continue d’augmenter.
Pour soutenir le développement du secteur industriel, qui doit faire face à des coûts d’investissement et de production élevés au regard de la taille du marché local, les pouvoirs publics calédoniens ont mis en place une politique volontariste associant protection de la production locale avec des mesures de régulation du marché et des incitations fiscales avec une tgc à taux réduit et une défiscalisation avantageuse.
De nombreuses industries du territoire souhaitent développer l’export et se sont rassemblés au sein du cluster NCT&I (créé en 2015), qui est chargé d’accompagner les entrepreneurs dans leur démarche de prospection ou promotion en direction des marchés extérieurs. Depuis sa création plusieurs missions ont été menées dans les pays de la zone et en métropole. Après le Vanuatu en 2017, Taïwan en 2018, le cluster a accompagné une délégation du Gouvernement aux Fidji fin 2019. Ce déplacement s’est conclu par la signature d’une déclaration de partenariat avec la Fédération du commerce et des employeurs des Fidji et d’un Memorandum of understanding (MoU)[Quoi ?] entre les deux pays qui prévoit notamment le développement de la collaboration sur les aspects économiques. En outre, la Nouvelle-Calédonie a signé un accord de libre-échange avec le Vanuatu. Pas encore opérationnel, il devrait permettre, dès sa ratification, un accroissement des échanges entre les deux pays. Enfin en mars 2020, NCT&I a participé avec le Gouvernement de la Nouvelle-Calédonie a une mission de diplomatie économique en Australie où ils ont pu évoquer des accords de partenariats économiques et commerciaux importants entre les deux pays.
Des zones franches devraient aussi bientôt être mise en place par le gouvernement. Ces zones ont pour objectif de développer de nouveau partenariats commerciaux et d’attirer des entreprises étrangères qui en contrepartie auront des avantages fiscaux.

##### Artisanat
Le secteur de l’artisanat concentre près de 30 % des entreprises du secteur marchand et 9 % des emplois salariés privés.
L’artisanat calédonien se compose d’une variété de 291 activités en 2019 : 138 métiers de fabrication (réparation d’autres machines, fabrication de vêtements féminins, réparation et maintenance navale…), 58 métiers de services (nettoyage courant, mécanique automobile, travaux à façon…), 56 métiers de bâtiment (réhabilitation, travaux de maçonnerie et gros œuvre, installation électrique…), et 39 métiers de bouche (fabrication de plats pour consommation immédiate, pâtisserie, boulangerie…).
L’essentiel des établissements artisanaux exerce dans le secteur du bâtiment (51 %). La part de ce secteur tend cependant à se réduire (55 % en 2014) au profit des secteurs de l’alimentation, la production et des services depuis plusieurs années.
La densité artisanale en Nouvelle-Calédonie est très élevée, deux fois supérieure à celle de la France, avec 414 établissements pour 10 000 habitants. Au 31 décembre 2019, la Chambre de Métiers et de l’Artisanat de Nouvelle-Calédonie (CMA-NC) recense 11 223 établissements en activité. Les établissements artisanaux demeurent plus nombreux en province Sud (9 261 établissements) qu’en province Nord (1 490 établissements) et que dans les îles Loyauté (472 établissements). Plus de la moitié des établissements artisanaux en activité ont plus de cinq ans d’ancienneté. Les entreprises artisanales évoluent le plus souvent sans salariés (86 % des établissements).
Les entreprises artisanales ont déclaré à la direction des services fiscaux (DSF) un chiffre d’affaires annuel de 168 milliards XPF en 2018 (1,4 milliard d'euros). Avec 11 223 établissements en activité, l’artisanat calédonien emploie 16 996 personnes actives : 63 % de chefs d’entreprises, 36 % de salariés et 1 % d’apprentis.

#### Le BTP

##### Aperçu structurel
Au 31 décembre 2019, le répertoire d’identification des entreprises (RIDET) recense 7 523 entreprises dans le secteur de la construction, soit 11 % du total des entreprises calédoniennes.
Longtemps tiré par le rattrapage économique en infrastructure du territoire (hôpitaux, développement de la zone VKP, Paita, Dumbéa…), puis par les chantiers d’envergure de construction d’usines métallurgiques, le secteur du BTP se trouve, depuis plusieurs années, contraint par un environnement économique moins porteur. L’investissement des ménages dans l’immobilier demeure important mais s’essouffle (malgré les mesures d’aide à l’accession au logement), et les chantiers sont encore nombreux, mais d’envergure bien plus modeste. Cette nouvelle donne induit un changement de dimension du secteur qui se traduit par des destructions d’emplois depuis 2011 et des perspectives toujours dégradées.
En 2020, les difficultés structurelles du secteur du BTP continuent de s’accentuer, comme en témoigne le nouveau point bas historique de la consommation de ciment (-5,1 % sur un an).
Cette évolution est le résultat du recul de la commande publique, de l’absence de projets de grande ampleur et du décalage dans le temps de projets structurants tels que le projet Lucy ou encore de leur abandon, comme le carré Rolland. Elle s’explique également par un ajustement tendanciel de la commande privée, notamment sur le marché devenu saturé du logement intermédiaire.

##### Les grands chantiers
En 2019, la Nouvelle-Calédonie via la Direction des Infrastructures de la Topographie et des Transports Terrestres (DITTT) a investi 1,8 milliard XPF (15 millions d'euros) dans le domaine des infrastructures routières. 1,2 milliard XPF (10 millions d'euros) a été consacré à la remise à niveau des routes et des ouvrages d’art existants.
Par ailleurs, l’année 2019 a connu l’aboutissement du projet Néobus, la colonne vertébrale du réseau de transport du Grand Nouméa. Ce chantier emblématique avec ses vingt-trois stations et ses 13,3 km de longueur avait débuté en 2016 pour un investissement total de 20 milliards francs (168 millions d'euros).
Le parc hospitalier calédonien s’est modernisé et a étoffé ses infrastructures au cours des dernières années avec la livraison en 2016 de la plus grande infrastructure publique du territoire, le Médipôle, grâce à un investissement total de 60 milliards francs (500 millions d'euros), puis en octobre 2018 avec l’ouverture, à Nouméa, de la clinique privée de Nouville qui regroupe trois cliniques de la capitale (Magnin, Anse-Vata, Baie des Citrons) pour un investissement global supérieur à 13 milliards francs (109 millions d'euros). L’offre de santé en province Nord a également été élargie avec l’ouverture du centre hospitalier de Koné en novembre 2018. D’une superficie de 9 400 m2 sur trois niveaux et d’une capacité de soixante-trois lits pour un budget de six milliards francs (50 millions d'euros), cet établissement de santé conventionnel regroupe sur un même centre les pôles médecine, chirurgie, obstétrique, un plateau technique, un SMUR et des secteurs de logistique médicale.
La Société d’équipement de Nouvelle-Calédonie (SECAL) a finalisé la construction du centre médico-social de la CAFAT en 2019. D’une surface de 2 000 m2, l’établissement regroupe un service de radiologie, un laboratoire d’analyses, des cabinets médicaux et dentaires, une salle de soin et une infirmerie pour un budget initial de plus d’un milliard francs (huit millions d'euros).
Concernant les infrastructures d’éducation, la construction d’une antenne de l’Université de Nouvelle-Calédonie a été ouverte en 2020. La construction des nouveaux bâtiments de plus de mille mètres carrés représente un investissement de 540 millions francs (4,5 millions d'euros).
Avec comme objectif l’accroissement de l’activité commerciale et de l’offre de service, la ville de Nouméa poursuit le développement du front de mer et du centre-ville, notamment à travers les travaux d’aménagement des quais Ferry démarrés en juin 2018. Trois bâtiments sont en construction, ils seront destinés à la location commerciale avec une surface totale de 3 470 m2 auxquels s’ajoute 1 865 m2 de terrasse couverte pour un investissement total de 2,3 milliards XPF (19 millions d'euros).
Plusieurs chantiers, financés par les contrats de développement 2017-2020, prolongés jusqu’en 2022 se poursuivent, voire s’intensifient avec notamment : l’extension du port autonome de Nouméa (9 milliards francs (75 millions d'euros), toujours en cours, afin d’améliorer les infrastructures d’accueil des croisiéristes et d’accueillir notamment des bateaux de plus grande envergure ; la rénovation et extension du Musée de la Nouvelle-Calédonie a débuté en fin d’année 2019 (2 milliards francs Pacifique ou 16,8 millions d'euros d’investissement) ; la valorisation du parc de la mer de Corail (300 millions francs ou 2,5 millions d'euros) ; la reconstruction du pont de Mouli à Ouvéa (2,5 milliards francs ou 21 millions d'euros); l’aménagement de l’aéroport de Wanaham (1,7 milliard francs ou 14,2 millions d'euros d’investissement). À ceci s’ajoutent d’autres investissements comme le barrage à Pouembout, en province Nord, la construction de logements sociaux dans les trois provinces ou encore la reconstruction du centre culturel Marcel Bousquet.
Par ailleurs, de nouveaux projets ont vu le jour en 2019, comme la construction d’un centre culturel à Canala, en province Nord pour un investissement de 681 millions XPF (5,7 millions d'euros). Ce complexe de 1 900 m2 comprendra un ensemble d’espaces de création, de formation, de diffusion, de rencontre, de résidence artistiques, d’échanges culturels avec les artistes et d’espaces destinés aux scolaires. De même, les premières pierres d’un hôtel à Lifou ont été posées. Cet établissement représentant un investissement de 3,4 milliards frmacs (28,5 millions d'euros) du groupe Hilton devrait disposer de cinquante clés et ouvrir ces portes en 2022. Il sera géré en partenariat avec la chaîne hôtelière Intercontinental.
En 2019, la filière du photovoltaïque a de nouveau été porteuse d’investissements d’envergure pour le territoire. Quatorze nouveaux projets ont en effet été approuvés, pour un investissement total d’environ 6,5 milliards francs (54,5 millions d'euros).

### Secteur tertiaire

#### Système bancaire

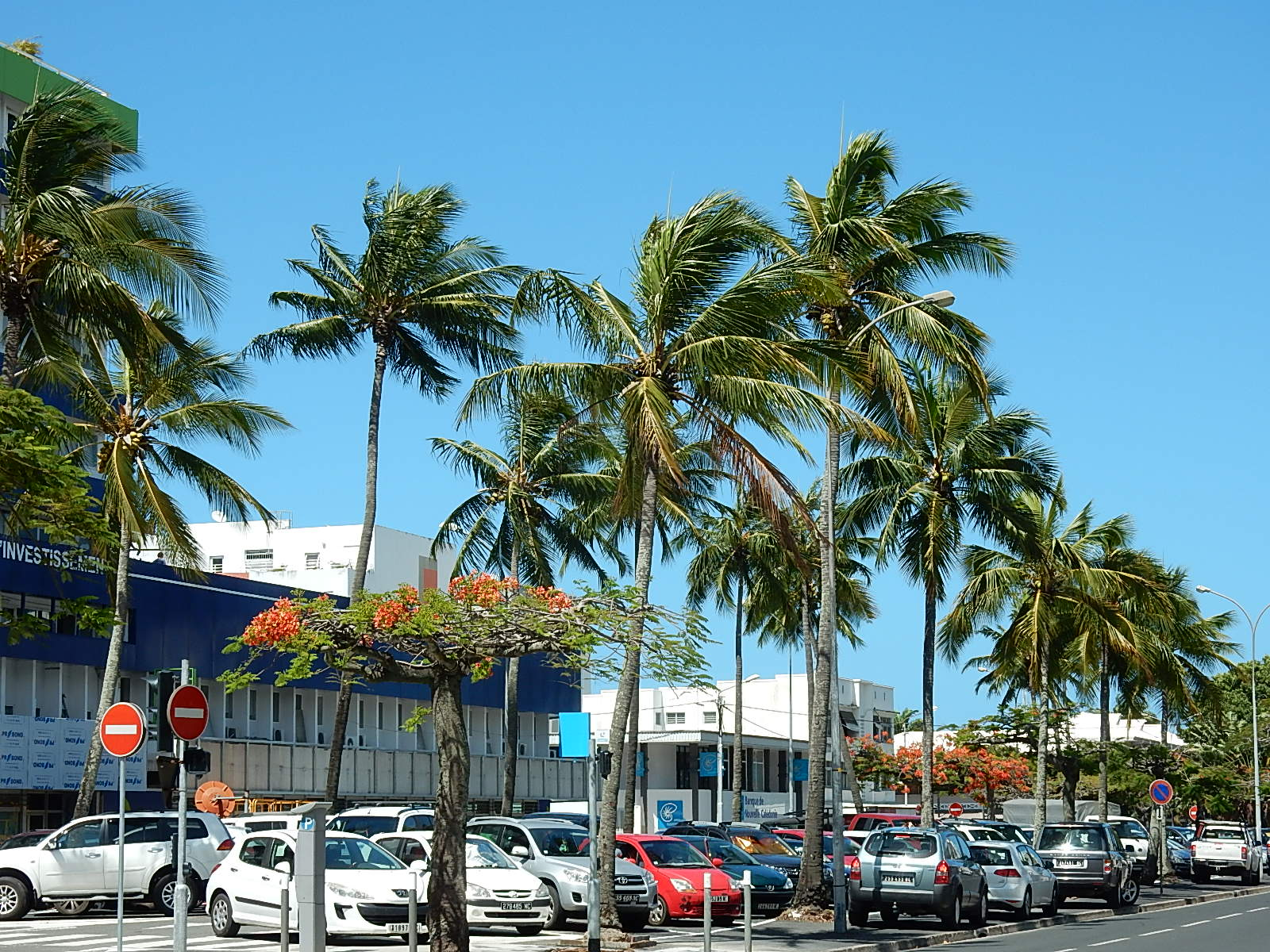
L'« Avenue des banques » (Avenue de la Victoire - Henri-Lafleur) dans le centre-ville de Nouméa, connue pour accueillir plusieurs sièges sociaux ou agences principales d'établissements financiers néo-calédoniens (ici, la BCI et la BNC).

##### Aperçu structurel
La place bancaire néo-calédonienne compte aujourd’hui neuf établissements de crédit implantés localement, dont quatre banques commerciales (BCI, BNC, SGCB, BNPPC), quatre sociétés de financement (SOCALFI, BPCE Lease Noumea, Nouméa Crédit, Crédit calédonien et tahitien) et un établissement de crédit spécialisé (Crédit agricole mutuel). L'offre de prestations de caractère bancaire est complétée par le Centre financier de Nouméa, service de l'Office des postes et télécommunications (OPT), qui propose des comptes chèques postaux (CCP).
En parallèle, des établissements « hors zone » complètent l’offre de financement du territoire, principalement l’Agence française de développement (AFD), la Caisse des dépôts et des consignations (CDC), la CASDEN Banques populaires (représentée localement par la SGCB et la BCI) et la Banque européenne d’investissement (BEI). Depuis la fin d’année 2019, Bpifrance s’est implantée, en tant que délégation régionale.
Les collectivités locales se financent à 84 % « hors zone », auprès de la CDC et de l’AFD.
La bancarisation et même la financiarisation de l’économie se développent au regard de la croissance des crédits, du nombre de comptes ou encore de la monétique. En termes de moyen de paiement, les comportements évoluent, et l’utilisation de la carte bancaire se diffuse.
L’activité de la place bancaire calédonienne est soutenue en 2020, les banques étant le pilier de la chaine de distribution des Prêts Garanti par l’État (PGE) dont les encours consentis atteignent 22,3 milliards francs (189,9 millions d'euros) en fin d’année (à travers plus de 1 320 bénéficiaires de PGE, dont 70 % de très petites entreprises). Afin d’alléger à court terme la trésorerie des entreprises, elles ont également mis en place des différés d’échéances. Ainsi, malgré une conjoncture défavorable et peu de gros projets d’investissement, l’encours brut des crédits de la place progresse de 4,6 % à fin 2020.
L’encours des crédits aux ménages progresse également mais plus lentement (+3,1 % après 3,9 % en 2019) sous l’effet du ralentissement tendanciel des crédits à l’habitat (+3,2 %, après +4,9 % à fin 2019) et malgré un regain de dynamisme des crédits à la consommation (+2,6 %, après -0,9 % un an auparavant).

##### Organisation et densité du système bancaire
Le marché bancaire calédonien est en première analyse relativement concentré, avec un indice d’HerfindahlHirschman1 (HHI) légèrement au-dessus de 2 500, le seuil d’une forte concentration bancaire. Cette concentration s’explique par la taille limitée du système bancaire, qui accueille un nombre limité d’intervenants. Néanmoins, aucun établissement de la place n’occupe une position prépondérante, ni sur le marché des dépôts ni sur celui des crédits, et la concurrence entre les banques et les sociétés de financement est réelle.
Au 31 décembre 2019, la Nouvelle-Calédonie compte cent-dix guichets bancaires permanents (y compris les quarante-deux guichets proposant les services financiers de l’OPT). Les établissements de crédit installés localement gèrent près de 553 000 comptes.

##### Assurance
À fin 2019, la Nouvelle-Calédonie compte 81 compagnies. Le secteur emploierait environ 400 personnes, en augmentation ces dernières années. Le segment de l’automobile occupe la plus grande place (56 %) sur ce marché en Nouvelle-Calédonie (50 % en Polynésie française, 50 % en Outre-mer, et 28 % pour la France entière). Loin derrière « l’automobile », vient la branche des dommages aux biens des professionnels et agricoles qui représente 16 % des parts de marchés.

#### Commerce

##### Aperçu structurel
Après une année 2018 mouvementée (mise en place de la TGC[Quoi ?], ouverture d’un complexe commercial, création d’une autorité de la concurrence indépendante, etc.), le secteur du commerce poursuit sa mutation en 2019 et en 2020 avec une autorité de la concurrence qui prend ses marques et qui affine sa mission et une nouvelle fiscalité toujours en construction.
Le répertoire d’identification des entreprises recense Modèle:Nbre dans le secteur du commerce à la fin de l’année 2019.
Les entreprises du secteur commerce se répartissent à 58,5 % dans le commerce de détail, à 21,3 % dans le commerce de gros et 20,2 % dans la réparation d’automobile. Comme dans la majorité des secteurs de l’économie calédonienne, le secteur commerce est constitué principalement d’entreprises sans salariés (71 % des entreprises du secteur n’emploient aucun salarié, 19 % emploient de un à quatre salariés).
Le secteur du commerce contribue à hauteur de 11 % à la création de richesse du territoire et englobe 15,7 % des effectifs salariés du secteur privé du territoire en 2019, ce qui représente 10 306 emplois.

##### Les principaux sous-secteurs commerciaux
- Le commerce de détail

Six groupes se partagent actuellement le marché de la grande distribution sur le territoire : le groupe Bernard Hayot (GBH), Ballande, Heli, Kenuin, Korail, Pentecost. En juillet 2020, les groupes Kenu-in et Hayot se partageaient 51,1 % des parts de marché de la grande distribution.
Le marché des hypers est actuellement dominé par deux acteurs : le groupe Bernard Hayot, détenant les deux magasins Géant, et le groupe Kenu-in détenant l’hypermarché Carrefour. Dans une moindre mesure, le groupe Korail est également présent.
Au 31 décembre 2019, 2 275 entreprises relèvent du secteur du commerce de détail, soit 58,5 % des entreprises du secteur. À cette date, 6 % de ces établissements se situent dans la Province des îles Loyauté et 13,1 % en province Nord ; les 80,9 % restants se concentrent en province Sud, notamment dans le Grand Nouméa.
- Le commerce automobile

Plus de quarante marques sont représentées par six groupes automobiles qui se partagent l’essentiel du marché calédonien : le Groupe Jeandot, la Compagnie Française d’Afrique Occidentale-CFAO, le Groupe Pentecost, le Groupe Bernard Hayot, les Groupes Dang et Hickson. Le taux d’équipement des ménages en véhicule s’établissait à 77,5 %, en 2014 (dernier chiffre disponible), soit un niveau proche de la France métropolitaine (81,2 % en 2015), mais supérieur aux DOM (69,3 % en Guadeloupe, 58,6 % en Guyane, 71,3 % à La Réunion), témoignant d’un marché déjà relativement mature.

#### Tourisme
La Nouvelle-Calédonie a connu pendant longtemps, et encore aujourd'hui sous certains aspects, une activité touristique assez marginale malgré des atouts indéniables liés à la diversité de ses paysages (forêts denses humides de la côte est et de la Chaîne centrale, forêt sèche et savanes des collines de la côte ouest, maquis minier du Grand Sud, topographie torturée des îles Loyauté, plages de sable fin et blanc de l'île des Pins ou d'Ouvéa), à l'importance de ses lagons (délimités par la seconde plus longue barrière de corail du monde après la Grande barrière de corail le long de l'Australie et classés au Patrimoine mondial de l'UNESCO en 2008), à son climat favorable (tropical humide tempéré par les influences océaniques) ou à son fort aspect multiculturel.

#### Les transports
Cette section devrait être déplacée dans l'article Transports en Nouvelle-Calédonie.
Pour plus d’informations, se reporter en page de discussion. (mai 2024)
Le secteur des transports a maintenu son dynamisme en 2019. Les travaux d’aménagement et d’extension du Port, de l’aérodrome de Magenta et de Lifou-Wanaham ou encore le renouvellement de la flotte d’avions Aircalin et Aircalédonie soulignent le développement de ces filières.

##### Les activités portuaires
- Infrastructures

L’activité maritime en Nouvelle-Calédonie s’organise autour des infrastructures du port public de Nouméa et de quelques ports secondaires, dont l’activité est fortement liée au secteur du nickel. Par son trafic total, le port de Nouméa se situe au dixième rang des ports français en 2018 et au deuxième rang des ports de l’Outre-mer. Conformément au schéma directeur 2014-2024, des travaux d’aménagement sont planifiés afin de répondre au développement du commerce international. Ces travaux prévoient l’extension d’un quai de commerce existant, la construction d’un quai permettant d’accueillir simultanément deux paquebots de grande capacité, la création d’une zone de barging et l’extension de la zone de cabotage. Les travaux d’extension, plusieurs fois retardés, ont commencé en début d’année 2018 et devraient se terminer en 2022. Le Port autonome finance les 2,5 milliards francs Pacifique (21 millions d'euros) que coute ce chantier de grande envergure. Les principaux ports intérieurs (Naketi, Kouaoua, Népoui, …) reçoivent essentiellement des vraquiers, navires destinés au chargement du minerai brut de nickel. Les ports de Doniambo, Vavouto, ou de Prony, en eau profonde, ont été aménagés à proximité des installations industrielles, en vue de l’importation des intrants (charbon, calcaire, …) et de l’exportation des produits métallurgiques.
- Le trafic global de marchandises

Le volume total du transport maritime de marchandises s’établit à 13,8 millions de tonnes en 2019. Le trafic maritime de marchandises est fortement lié au transport de minerai de nickel (destiné à l’usine SLN de Doniambo ou exporté) qui représente près de trois quarts des échanges, soit 10 millions de tonnes.
Par pays, l’Europe maintient sa place de premier fournisseur du territoire en 2019, avec 43,6 % des conteneurs reçus (dont trois quarts proviennent de France métropolitaine), suivie de l’Asie (30,8 %), de l’Australie (14,0 %) et de la Nouvelle-Zélande (7,0 %).
- Trafic intérieur de passagers

Le trafic maritime intérieur de passagers (hors croisière) est assuré par plusieurs compagnies de transport ou de tourisme. La principale, la SAS Sudiles exploite le catamaran rapide « Betico 2 » d’une capacité de 358 places, permettant de relier Nouméa aux îles Loyauté et à l’Île des Pins. Le nombre total de passagers transportés en 2019 toutes destinations confondues s’élève à 84 747. Le « Mary D » organise des excursions à la journée au Phare Amédée, une dizaine de sociétés opèrent comme « taxi-boat », à destination des îlots proches de Nouméa.

##### Activités aéroportuaires
- Desserte aérienne internationale de la Nouvelle-Calédonie

La Nouvelle-Calédonie est compétente depuis le 1er janvier 2000 en matière de droits de trafic internationaux et de programmes d’exploitation des transporteurs aériens. Le transfert de compétence concernant la police et la sécurité de la circulation aérienne, pour le trafic intérieur uniquement, est entré en vigueur le 1er janvier 2013. L’Agence pour la desserte aérienne de la Nouvelle-Calédonie (ADANC), établissement public de la Nouvelle-Calédonie, est chargée de garantir la pérennité de la desserte aérienne. Elle détient à ce titre 99,38 % du capital de la compagnie aérienne Air Calédonie International (Aircalin). En 2019, Aircalin a renouvelé sa flotte et a acheté deux Airbus A330neo (long-courrier).
Le trafic aérien international transite par l’unique aérodrome international de Nouvelle-Calédonie, l’aéroport de Nouméa-La Tontouta. Il est géré depuis 1968 par la Chambre de Commerce et d’Industrie (CCI-NC) qui assure l’exploitation, les installations liées au fret, l’assistance des aéronefs et leur entretien. En parallèle, Pacific Airport Engie gère toute l’assistance en escale (tarmac, enregistrement…) depuis 1995. En 2002, divers travaux de réaménagements et d’agrandissements (dont l’investissement s’élève à 9,6 milliards francs Pacifique ou 80,5 millions d'euros) sont réalisés afin de moderniser l’aéroport, de répondre à l’augmentation de la fréquentation et de le mettre aux normes internationales. L’inauguration officielle, après plusieurs reports, a finalement eu lieu en mars 2013. L’aérogare est implantée sur une surface de plus de 22 000 m2. Son extension permet de gérer simultanément quatre avions et des pointes de 650 à 950 passagers par heure, pour une capacité annuelle de 500 000 à 700 000 personnes.
Cinq compagnies assurent des vols réguliers à destination du territoire : Air Calédonie International (Aircalin), en partage de code avec Air France, suivie par Quantas, Air New Zealand et Air Vanuatu. En 2019, le trafic international de et vers la Nouvelle-Calédonie s’établit à 566 405 passagers.
L’Australie maintient son rang de premier partenaire aérien de la Nouvelle-Calédonie, devançant le Japon. 2019 marque une année record du trafic avec l’Australie, représentant ainsi 37,3% du trafic total avec plus de 211 000 passagers. Le transport de passagers vers l’Australie s’est intensifié depuis l’ouverture de la ligne Nouméa-Melbourne en 2014, qui constitue l’un des axes du « Contrat de destination Australie/Nouvelle Zélande » signé en 2013. Le trafic avec la Nouvelle-Zélande représente 13,0 % du trafic totale. Le GIE Nouvelle-Calédonie Tourisme Point Sud (NCTPS) a investi 761 millions francs Pacifique (6,4 millions d'euros) au total en 2019 pour faire la promotion de la Nouvelle-Calédonie à l’international.
En 2019, le Japon représente près d’un tiers du trafic total, soit 31,1 %. Le trafic sur l’ensemble des autres destinations régionales poursuit sa croissance (+5,9 %). La ligne Port-Vila présente un nombre record et dépasse le seuil des 48 000 passagers. Le trafic de la ligne augmente aussi vers Papeete, Wallis-et-Futuna et Nandi (Fidji).
- Desserte domestique

Trois compagnies se partagent le transport public domestique : Air Calédonie (Aircal), Air Loyauté et Air Alizé. En complément, il existe deux compagnies locales de transport à la demande par hélicoptère, Hélicocéan et Hélisud, basées à Nouméa-Magenta.
Avec près de 482 000 passagers en 2019 ayant transités par l’aérodrome de Magenta, la croissance du trafic commercial intérieur se poursuit.
La Nouvelle-Calédonie dispose de quatorze aérodromes ouverts à la circulation aérienne publique : 3 aérodromes territoriaux (Magenta, Koné et Lifou (en cours de réaménagement)) et 11 aérodromes provinciaux dont 3 gérés par la province Sud (Ile des Pins-Moué, Bourail-Poé, La Foa), 5 par la province Nord (Canala, Koumac, Touho, Belep, Poum) et trois par la province des îles Loyauté (Maré, Tiga et Ouvéa).

##### Transports terrestres
Le réseau routier en Nouvelle-Calédonie s’étale sur 5 600 km (46 % en province Nord, 40 % en province Sud et 14 % aux îles Loyauté) et continue de se développer. Selon le recensement 2014, le moyen de transport privilégié est la voiture pour les deux tiers de la population calédonienne.
Piloté par le syndicat mixte des transports urbains (SMTU), le réseau « Néobus » (31 lignes) est la première ligne de transport en commun en site propre de Nouvelle-Calédonie. Les deux exploitants historiques que sont le GIE TCN (Réseau Karuïa Bus) et Carsud proposent désormais une offre de service sous la même marque « Tanéo » (Transport de l’agglomération néo-calédonienne). La mise en service de ce réseau moderne et rénové vise à offrir des fréquences amplifiées, un temps d’attente réduit et des correspondances simplifiées à l’échelle de l’agglomération du Grand Nouméa. La nouvelle flotte est composée de 140 bus neufs, dont 22 néobus (bus articulés circulant sur une voie réservée), qui ont été mis en circulation en octobre 2019.
La mise en place du Néobus aura représenté cinq ans de travail et de chantier pour construire les voies réservées représentant un investissement de 20 milliards francs Pacifique (168 millions d'euros) financé à hauteur de 10 % par l’État, de 3 % par les collectivités locales et à 87% par emprunt.

### Perspectives, secteurs d’avenirs

#### Technologies de l’information et de la communication

##### Numérique
L’économie numérique comprend le secteur des télécommunications, de l’audiovisuel, du logiciel, de l’internet et les secteurs qui utilisent les technologies de l’information et de la communication (TIC) en tant que cœur ou support de leur activité. Le gouvernement de la Nouvelle-Calédonie et ses partenaires se sont dotés d’une stratégie commune : le Plan Stratégique pour l’Économie Numérique (PSEN).
La mise en place d’un écosystème numérique moderne débute dès 2008, grâce à l’arrivée du câble en fibre-optique de communication dénommé Gondwana depuis l’Australie. Le besoin de câble était dû à la demande croissante de télécommunications avancées telles que le haut débit et au coût élevé de la bande passante par satellite.
Le Gouvernement a souhaité disposer d’un plan stratégique à moyen et long terme visant à :
- Favoriser un accès équitable aux services pour tous les citoyens.
- Développer de nouvelles compétences et de nouvelles activités innovantes créatrices d'emplois à valeur ajoutée.
- Moderniser les usages et les pratiques des services publics et développer les contenus numériques en positionnant la puissance publique comme moteur de l’innovation.
- Définir et mettre en place les principes d'une bonne gouvernance du numérique.
- Engager la Nouvelle-Calédonie vers l'innovation numérique pour en faire une cyberréférence dans le Pacifique insulaire.

En 2011, la Cellule économique numérique (ÉcoNum) a été créée afin d’accompagner le Gouvernement dans l’élaboration et la mise en œuvre d’un plan stratégique avec tous les acteurs institutionnels, économiques et sociaux. Elle est le support des politiques publiques numériques (définir les axes de développement stratégique, fédérer les acteurs, les éclairer et les accompagner, recenser et coordonner les projets). Le plan stratégique a été présenté au Congrès, qui l’a adopté par délibération en octobre 2013. Ce plan (prévu sur la période 2014-2022) préconise la mise en œuvre de trente-trois actions dans des domaines tels que l’éducation, la formation, l’administration électronique et la santé.
La Cellule économique numérique (ÉcoNum) a désormais fusionné avec la direction des technologies et des services de l’information pour former la direction du numérique et de la modernisation, elle est responsable de la politique de développement du numérique de la Nouvelle-Calédonie.
Le développement de la filière numérique et de son écosystème s'appuie sur un travail partenarial entre différents acteurs publics et privés (Gouvernement, provinces, chambres consulaires, Congrès, OPT, Caisse des Dépôts, FAI, startups, etc.). Ces partenariats s'inscrivent dans des perspectives qui relèvent de l'économie numérique, de l'inclusion numérique, de l'éducation numérique et de l'administration électronique. L’écosystème du numérique est notamment composé de groupements associatifs tels que :
- L’Observatoire numérique Nouvelle-Calédonie créé en 2011, est une association loi de 1901, qui a pour mission d’accompagner les acteurs territoriaux dans l’analyse et l’élaboration d’outils d’aide à la décision dans le domaine du développement des TIC. L’Observatoire a pour objectif d’être un centre de ressources (veille, observations, identification de projets, études thématiques, baromètre du numérique, etc.) et d’animer le réseau d’acteurs et communiquer auprès du grand public.
- L’Organisation des professionnels de l’économie numérique (OPEN NC) est un cluster d’entreprises calédoniennes du secteur numérique qui ont décidé de se réunir pour favoriser l’émergence d’une filière, développer des synergies, renforcer les compétences et répondre aux problématiques et enjeux numériques du territoire.
- Le Syndicat numérique Nouvelle-Calédonie (SNNC) créé en 2018 a pour but de faire avancer les sujets numériques d’importance et structurants pour le pays (réglementation des télécoms, ouverture du marché, fiscalité…).

La Nouvelle-Calédonie a obtenu en 2020, le label French Tech qui distingue les écosystèmes de start-up et les entreprises innovantes en croissance. Une opportunité pour valoriser l'esprit pionnier calédonien et pour promouvoir les start-up du territoire qui veulent conquérir des marchés régionaux et internationaux.
La Station N à Nouville, inauguré en novembre 2020, est « lieu totem » visant à réunir les acteurs locaux et internationaux du numérique calédonien : porteurs de projet, startups, entreprises, recherche et développement (R&D), formations, acteurs publics, financeurs, etc.
Cet espace de travail de près de 400 m2 extensibles sera destiné à l’écosystème de la Tech, permettra de favoriser les échanges et les synergies, les initiatives et l’innovation, et constituera une vitrine de l’économie et de la transformation numérique en Nouvelle-Calédonie. Les travaux d’aménagement du site, confiés à un cabinet d'architectes local, démarreront d'ici la fin de l'année. La station N pourrait être opérationnelle en avril 2021.
La filière représente 57,6 milliards francs Pacifique (482,7 millions d'euros) de chiffre d’affaires en 2016. Sur la période 2011-2016, elle progresse de 2 % en moyenne par an, reflétant un certain dynamisme de la filière. Bien qu’en recul depuis 2014, le secteur des télécoms est le plus gros contributeur aux chiffres d’affaires de la filière (32,3 milliards francs Pacifique ou 270,7 millions d'euros soit 56 % du CA 2016). En 2016, la filière compte 210 entreprises actives et 1 850 emplois. Le nombre d’entreprises augmente de 6,3 % en moyenne par an sur la période 2011-2016, en particulier dans le secteur des services informatiques et développement de logiciels (+9,6 % sur la période). En parallèle, le nombre d’employés a fortement augmenté entre 2011 et 2014 (+5,8 % en moyenne par an) puis s’est stabilisé,,,.

##### Télécommunications
Les infrastructures de  télécommunications en Nouvelle-Calédonie comprennent le système téléphonique, Internet et les médias audiovisuels. 

#### La recherche et développement et l’innovation
La recherche et l’innovation sont présentées comme des leviers pour accroitre la compétitivité. Les dépenses intérieures de recherche et développement (R&D) restent relativement faibles en Nouvelle-Calédonie, inférieures à 1 % du PIB. Ce poids est toutefois supérieur à celui de la plupart des territoires ultramarins.
Plusieurs facteurs structurels (taille du marché, prédominance de TPE, importance des couts, ressources humaines spécialisées limitées) réduisent les innovations de produit et de procédé dans les entreprises ultramarines qui concentrent leurs innovations au champ organisationnel. Dans ce contexte, la très grande majorité des effectifs rémunérés et des dépenses intérieures de R&D est issue du secteur public, à l’opposé de ce qui est observé en France hexagonale. Le secteur privé est donc peu présent et la demande de brevets faible, avec moins de vingt brevets délivrés par l’Institut national de la propriété intellectuelle entre 2005 et 2015.
L’université de la Nouvelle-Calédonie (UNC) concentre une partie importante des dépenses de R&D. Le territoire s’appuie également sur la présence de l’Institut français de recherche pour l’exploitation de la mer (IFREMER), ou encore l’Institut de recherche pour le développement (IRD), le Bureau de recherches géologiques et minières (BRGM), l’Institut d’agronomie calédonien (IAC), l’Institut pasteur etc.
En parallèle, la Nouvelle-Calédonie a créé sa technopole Adecal (2011) afin de rassembler les entreprises innovantes pour qu’elles puissent bénéficier de structures, de moyens et de réseaux favorisant des économies d’échelle. En partenariat avec l’IRD, la technopole a créé un incubateur de startups à l’Anse Vata qui vise à accompagner les porteurs de projets innovants dans la création d’entreprise sur une période de vingt-quatre mois (appui en termes d’hébergement, de conseil et de financement).
Concernant l’innovation, le Gouvernement de Nouvelle-Calédonie, a publié une stratégie territoriale de l’innovation fin 2015 qui vise à faire l’état des lieux et fixer des ambitions pour le territoire. Elle repose sur trois axes stratégiques : accroître la compétitivité des entreprises et du territoire, favoriser l'insertion régionale du territoire et contribuer au développement durable. Bpifrance, récemment implantée sur le territoire, vise à soutenir l’essor de l’innovation. L’innovation a également été mise au cœur des aides européennes. La Nouvelle-Calédonie est le seul lauréat d’outre-mer qui figure parmi les vingt-quatre lauréats de l'action « Territoires d'innovation » portée par le gouvernement français,,.

#### Gestion et traitement des déchets
En Nouvelle-Calédonie, la collecte et le traitement des déchets sont répartis entre plusieurs acteurs.
- Les trois provinces, ayant la compétence en matière de protection de l’environnement, sont chargées de la gestion des ICPE et de la structuration des filières de déchets. Il existe des spécificités dans la réalisation de ces compétences entre provinces (par exemple, la province des îles Loyauté a la compétence de gestion des déchetteries et de transport des déchets vers la Grande Terre).
- L’État est compétent en matière de mouvements transfrontaliers de déchets dangereux et radioactifs.
- Le gouvernement est compétent dans la gestion des déchets d’activités de soin à risques infectieux, des médicaments non utilisés et des déchets d’amiante.
- Les communes sont en pratique responsables de la collecte et du traitement des déchets ménagers au titre de la salubrité des communes. Elles assurent l’élimination des déchets des ménages, dans le respect des règlementations environnementales et sanitaires. Elles prélèvent la redevance d’enlèvement des ordures ménagères (REOM). Il existe trente-trois communes sur le territoire de la Nouvelle-Calédonie.

La Nouvelle-Calédonie poursuit son rattrapage en matière de gestion des déchets et d’assainissement. Une prise de conscience récente des carences importantes du territoire se traduit par des investissements importants pour les provinces, sources de couts mais aussi vecteurs potentiels de développement économique, à travers l’émergence de filières de valorisation énergétique ou à responsabilité élargie des producteurs (REP).
Le traitement des déchets est aujourd’hui essentiellement financé par trois types de sources : la redevance d’enlèvement des ordures ménagères (REOM), les éco-participations des filières REP (responsabilité élargie des producteurs) et la TAP (Taxe de soutien aux Actions de lutte contre les Pollutions). L’Agence de l’environnement et de la maîtrise de l’énergie (ADEME) et les provinces contribuent également à l’effort notamment à travers le financement d’infrastructures. Le niveau de la REOM acquittée par les administrés des communes, représente la principale source de financement et est variable selon les collectivités. D’après une estimation de la province Sud de 2016, le montant total des dépenses engagées pour la prévention et la gestion des déchets atteint 2,7 milliards francs Pacifique (22,6 millions d'euros) en province Sud.

## Travail et revenus

### Emploi et chômage
L’emploi salarié privé s’établit à 64 950 en 2020, en baisse de 1,4 % sur l’année 2020 due à la pandémie de COVID-19 et la crise qui en a résulté. Les mesures de soutien mises en place par les collectivités semblent avoir limité les faillites et les destructions d’emplois, mais n’ont pas permis de prolonger l’amorce de reprise de l’emploi salarié privé enregistrée en 2019 (+0,2 % après trois années de contraction).
L’entrepreneuriat (artisans, commerçants, exploitants agricoles, professions libérales…) est important sur le territoire et prend forme à travers le régime du « patenté ». Selon la base RIDET sur le nombre d’entreprises, les entrepreneurs (entreprises avec zéro salarié) seraient proches de 24 000 et en constante augmentation. Cet emploi indépendant est principalement présent dans les activités de service (services administratifs et de soutien), le secteur « santé et action sociale », le secteur primaire, et la construction.
Le dispositif mis en place en application de la loi sur « la protection, la promotion et le soutien de l’emploi local », opérationnel depuis le 14 février 2012, continue à guider la politique d’embauche sur le territoire. À qualifications et compétences égales, priorité est ainsi donnée à l’embauche de citoyens calédoniens puis, en deuxième recours, aux personnes justifiant d’une durée de résidence minimale (trois à dix ans selon les secteurs d’activité).
Selon l’enquête sur les forces de travail mise en place depuis 2017, la population active calédonienne compte 125 700 individus en 2019 (65 % de la population en âge de travailler), dont 111 900 actifs occupés et 13 800 chômeurs.
Le taux de chômage au sens du BIT s’établit à 10,9 % en 2019. À ces 13 800 personnes en situation de chômage s’ajoutent, en 2019, 8 500 personnes inactives au sens du BIT (halo du chômage), mais qui déclarent souhaiter un emploi. Au total donc, 22 300 personnes seraient en marge de l’emploi, soit 12 % des 15-64 ans (et 16,6 % de la population active en incluant le halo).
Le taux de chômage des jeunes (< 30 ans) s’établit à 26,5 % plus du double que pour la population dans son ensemble et à plus de 40 % pour les jeunes sans diplôme qualifiant, ce qui montre le besoin de main-d’œuvre qualifiée et l’importance du diplôme pour l’insertion sur le marché du travail. Le taux de chômage global de la Nouvelle-Calédonie est plus élevé que celui de la France métropolitaine (8 % en 2019), mais largement inférieur à celui observé dans les Outre-mer (15 % en Polynésie française).
Le taux d’emploi de l’économie calédonienne s’établit ainsi à 58 % et le taux d’activité à 65,1 % en 2019. Ces ratios sont également proches de ceux de la métropole et plus élevés que dans les Outre-mer, ce qui constitue un atout,.

### Revenu du travail

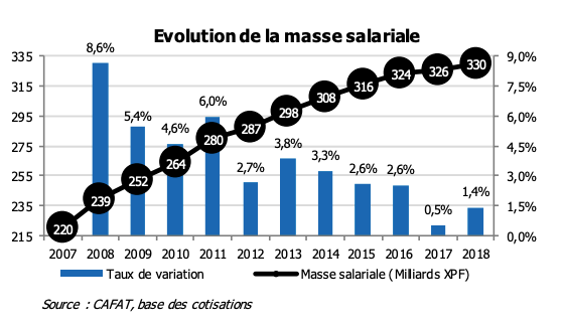
Evolution de la masse salariale 2007-2018

Les revenus déclarés aux services fiscaux pour l’année 2018 s’élèvent à près de 462 milliards francs Pacifique (3,9 milliards d'euros). En 2018, les revenus salariaux représentent 77 % du total des revenus fiscaux déclarés. Viennent ensuite les pensions et retraites (15 % du total) dont le poids augmente progressivement avec le vieillissement de la population (le nombre de retraités est passé de 29 784 en 2014 à 34 672 en 2018, soit +16 %).
Le salaire minimum garanti (SMG) et le salaire minimum agricole garanti (SMAG) sont les deux types de rémunérations minimales légales appliqués en Nouvelle-Calédonie. Le SMG est indexé sur l’indice officiel du cout de la vie en Nouvelle-Calédonie (depuis janvier 1993, il s’agit de l’indice des prix hors tabac publié par l’ISEE)[réf. souhaitée]. Le SMG est réévalué dès lors que cet indice enregistre une hausse au moins égale à 0,5 % par rapport à l'indice constaté lors de la dernière fixation du SMG. Le SMAG, qui équivaut à 85 % du SMG depuis le 1er janvier 2005, augmente aux mêmes dates et proportionnellement à ce dernier. Le niveau du SMG a été revalorisé pour la dernière fois en octobre 2018 : taux horaire de 926,44 francs Pacifique (7,8 €), soit 156 568 francs Pacifique (1 312 €) mensuels pour 169 heures travaillées. Sur les vingt dernières années, le SMG a été multiplié par deux, à la suite de « coups de pouce » gouvernementaux (entre 2001 et 2003 et 2005 et 2007)[réf. nécessaire].
Sur la période 2007-2018, la masse salariale, calculée à partir de l’assiette des cotisations à la CAFAT a fortement progressé : +110 milliards francs Pacifique (922 M€) soit +50 %. En revanche, après la fin des grands travaux (notamment des usines métallurgiques), son rythme de croissance s’est progressivement ralenti. En 2018, la masse salariale dépasse tout de même la barre des 330 milliards francs Pacifique (2,8 Mrd€), soit un rythme de croissance qui s’accélère sur un an (1,4 %), tout en restant encore sensiblement en dessous de la moyenne enregistrée sur la période (3,8 %). Selon les données provisoires de l’étude prospective emploi-formation du SAP-NC, le salaire moyen s’élève à 314 052 XPF (2 632 €) par mois en 2017 (275 000 XPF ou 2 300 €) pour le salaire médian). Il a progressé de 14,4 % entre 2011 et 2017. Sur la même période, le salaire médian a augmenté plus rapidement (+19,6 %), induisant un recul de l’écart avec le salaire moyen et donc une diminution de la disparité des salaires distribués.

### Niveau de vie, inégalité et pauvreté
Selon la dernière enquête Budget Consommation des ménages de l’ISEE de 2008, dont les grandes tendances restent d’actualité, les ménages calédoniens disposaient d’un revenu mensuel moyen de 405 000 francs Pacifique (3 394 €). La moitié des Calédoniens vit cependant avec moins de 144 000 francs par mois, soit un niveau de revenu médian proche de la moyenne métropolitaine (hors Île-de-France), et supérieur à celui observé dans les départements d'outre-mer (DOM). Il existe de fortes inégalités de revenus selon les provinces : en province Sud, 20 % des ménages dépensent moins de 150 000 francs Pacifique (1 257 €) par mois, contre 60 % en province Nord et 75 % aux îles Loyauté. Les inégalités de revenus en Nouvelle-Calédonie sont environ deux fois plus marquées qu’en métropole : le rapport inter décile, qui mesure l’écart entre les revenus des 10 % les plus riches et les revenus des 10 % les plus modestes, est estimé à 7,9 contre 3,6 en métropole et 5,8 pour les DOM.
L’indicateur d’inégalité de Gini de la Nouvelle-Calédonie s’établit à 0,42 en 2008 (dernière mesure en date)[réf. nécessaire], ce qui écarte le territoire des « modèles sociaux européens » et le rapproche des pays émergents, voire de certains pays pauvres. L’indice est globalement proche de ceux des autres territoires d’outre-mer, qui sont donc tous nettement supérieurs à celui de la France (0,29 en 2015).
Évalué à 72 000 francs (600 €), le taux de pauvreté relatif est 2,4 fois plus élevé qu’en métropole : en 2008, 53 000 personnes vivent sous ce seuil de pauvreté relatif, dont un tiers d’enfants de moins de 14 ans. Il existe des disparités entre provinces : ce taux est de 9 % en province Sud (plus proche de celui de métropole), de 35 % en province Nord et de 52 % aux îles Loyauté.

## Administrations publiques

### Éducation
Cette section devrait être déplacée dans l'article Système éducatif en Nouvelle-Calédonie.
Pour plus d’informations, se reporter en page de discussion. (mai 2024)
La Nouvelle-Calédonie est, depuis 2000, compétente pour l’élaboration des programmes d’enseignement, la formation des maîtres et le contrôle pédagogique de l’enseignement primaire. Depuis le 1er janvier 2012, le territoire est également compétent en matière d’enseignement du second degré (collèges et lycées), d’enseignement privé et de santé scolaire. Ce transfert de compétences se traduit par la prise en charge par la Nouvelle-Calédonie du projet éducatif, du contrôle et de l’évaluation des politiques éducatives, de la carte scolaire et de la construction, de l’entretien et de l’équipement des établissements scolaires.
L’État continue pour sa part d’intervenir dans la délivrance et la vérification des titres et diplômes nationaux, dans la gestion du personnel et la définition des programmes d’enseignement, avec la possibilité pour le territoire de demander des adaptations de programmes afin de prendre en compte le contexte local.
Le vice-rectorat de la Nouvelle-Calédonie met en œuvre à la fois les compétences de l’État et celles du territoire, qu’elles concernent l’enseignement du second degré public, l’enseignement privé ou la santé scolaire.
Pour accompagner ces transferts, l’État verse au territoire une « dotation annuelle de compensation ». De plus, pendant une période transitoire dont la durée n’est pas fixée, l’État continue de rémunérer le personnel qui exerce pour le compte de la Nouvelle-Calédonie.
La Nouvelle-Calédonie compte 4 465 enseignants en 2019. Les effectifs enseignants sont concentrés en province Sud (72,5 % du total) contre 19,2 % en province Nord et 8,3 % en province des Iles. En 2019, la population scolaire calédonienne rassemble 69 600 élèves.
Le territoire a réalisé de lourds investissements en infrastructures. Sont notamment sortis de terre depuis 2017, le lycée du Mont-Dore (capacité de 760 élèves), l’extension du Lycée de Pouembout (capacité d’accueil de 1 200 élèves) et le Collège d’Apogoti (capacité de 600 élèves, établissement tourné vers le numérique).
En 2019, le territoire comptabilise 373 établissements scolaires sous contrat, un nombre stable sur un an. La part de l’enseignement public a nettement progressé depuis 1994, dans le premier degré (78 % en 2019 contre 70 % en 1994) comme dans le second degré (70,9 % contre 65 %).
L’université de la Nouvelle-Calédonie (UNC) est organisée en quatre départements : Lettres, langues et sciences humaines, Droit, économie et gestion, Sciences et techniques, et Formation continue. Elle propose notamment des formations de licences généralistes et masters recherches ou professionnels. Elle comprend également un Institut national supérieur du professorat et de l'éducation (Inspé) et un institut universitaire de technologie (IUT). En 2018, l’offre de formation universitaire s’est renforcée avec l’apparition de deux nouvelles licences professionnelles : Licence « Commerce et distribution » et Licence « Métiers de la mesure, de l’instrumentation et du contrôle qualité », en réponse aux besoins exprimés par les acteurs économiques du territoire. Plus récemment, la rentrée 2020 a vu également l’ouverture de deux nouvelles licences professionnelles : Licence « Métiers de la communication-chargé de communication parcours communication et arts numériques » et Licence « Métiers de l’informatique-applications web ».
Par ailleurs, près de trente formations sont proposées en Nouvelle-Calédonie par la voie de l'apprentissage. Les centres de formations d’apprentis des chambres consulaires peuvent former les jeunes à différents métiers : comptabilité, paramédical et social, bâtiment, commerce... Le centre de formation de l’artisanat a notamment accueilli 260 apprentis en 2019 (-51 apprentis sur un an), dans douze métiers différents : électricité, coiffure, maintenance automobile, froid et climatisation, installation sanitaire, boucherie etc.
Depuis 2018, le Centre de formation par alternance (CFA) de la Chambre de Commerce et d’industrie (CCI) propose aux étudiants deux nouveaux bachelors développés conjointement avec des acteurs économiques : le bachelor « développement commercial option banqueassurance » et le bachelor « commerce international ». Ainsi, les apprentis du CFA peuvent se former désormais dans cinq métiers différents (commerce, services, logistique, industrie, médicosocial) au travers de treize formations professionnels. En 2019, 252 apprentis se sont inscrits dans ces cursus et 96 ont été diplômés (taux de réussite de 92 %). Le taux d’insertion des jeunes diplômés du CFA s’établit à 92 %.

### Santé
Cette section devrait être déplacée dans l'article Santé en Nouvelle-Calédonie.
Pour plus d’informations, se reporter en page de discussion. ({{{date}}})
L’offre médicale et notamment de l’offre hospitalière de Nouvelle-Calédonie progresse rapidement[Quand ?] : ouverture du médipôle et de la clinique de Nouville en province Sud et du centre hospitalier de Koné pour la province Nord. Dans le même temps, la population vieillit et le nombre de maladies chroniques augmente. Ce double effet induit des difficultés importantes du régime de l’assurance maladie. Face à l’enjeu de la pérennité du système de santé, les pouvoirs publics ont mis en place le plan « Do Kamo, Être épanoui », qui ambitionne une profonde réforme du modèle économique du système de santé calédonien. La Nouvelle-Calédonie a recensé 121 cas de COVID-19 et aucun décès depuis le début de la pandémie.
La Nouvelle-Calédonie est particulièrement touchée par les maladies chroniques : 49 807 assurés (+1,1 % sur un an) sont pris en charge en longue maladie à fin 2018, contre 40 205 en 2012 (soit + 24 % en six ans). Les principales affections sont le diabète (18,8 %), l’hypertension artérielle sévère (13,6 %), les tumeurs malignes (12,2 %) et l’insuffisance cardiaque (10 %). Les cofacteurs de l’importance des longues maladies sont la pauvreté, l’obésité, l’alcool, le tabac ainsi que la « malbouffe ».
Par ailleurs, bien que la population soit encore jeune, son vieillissement est en cours et accroît le besoin en soins médicaux. En 2018, le taux brut de mortalité notamment progresse : 5,6 % contre 4,8 % en 2010 (8,8 % en France métropolitaine où la population est plus âgée). Les principales causes médicales des décès sont liées aux tumeurs (27,2 %), aux maladies de l’appareil circulatoire (24,5 %) et aux causes externes, dont les accidents de transport, les liaisons traumatiques accidentelles (13,2 %).
En juin 2019, 3 232 professionnels de santé exercent en Nouvelle-Calédonie, un effectif en hausse de 7,8 % par rapport à 2018, en lien avec la montée en charge des nouvelles structures hospitalières.
Au 31 décembre 2019, la capacité d’hospitalisation globale en court séjour (médecine, chirurgie, obstétrique et réanimation) a augmenté, avec 825 lits et places installés (810 en 2018). Il a progressé de 23,6 % depuis 2009. Le taux d’équipement en court séjour (289 lits et places pour 100 000 habitants) reste cependant bien inférieur à celui de la métropole (400 en 2014). À la suite de l’ouverture du Médipôle de Koutio (décembre 2016), réunissant les services du CHT Gaston-Bourret et de l’hôpital de Magenta, le nombre de lits installés pour les courts séjours a sensiblement progressé (+7,2 % en 2017).
En 2018, deux projets structurant l’offre hospitalière ont été finalisés :
- Le centre hospitalier de Koné, en province Nord, ouvert en novembre 2018 avec l’objectif de couvrir 75 % des besoins de la population du Nord et d’améliorer l’accessibilité géographique aux soins hospitaliers. Doté d’un plateau médicotechnique complet, d’un service mobile d’urgence et de réanimation (SMUR) et d’un scanner, ce nouvel hôpital de proximité, vient s’ajouter à ceux de Poindimié et de Koumac et offre cinquante-huit lits et cinq places d’hospitalisation de jour.
- La clinique Kuindo-Magnin, à Nouméa (Nouville), ouverte en octobre 2018, et qui regroupe sur un site unique les trois cliniques privées Magnin, Baie des Citrons et Anse Vata. Le nouvel établissement dispose d’une capacité de 219 lits et places en médecine-chirurgie-obstétrique (MCO) et vingt-cinq lits pour les soins de suite et de réadaptation.

En 2017 (derniers chiffres disponibles), la dépense courante de santé totalise 107,8 milliards francs Pacifique (897 M€) dont l’essentiel (88 %) au titre de la consommation de soins et de biens médicaux. Sur les quatre dernières années[Quand ?], elle est en hausse de 14 milliards francs Pacifique (117,3 M€) (+15,6 %)[réf. nécessaire]
Elle représente 10,7 % du PIB (12,1 % en métropole). Un poids qui a tendance à augmenter (10,2 % en 2013) et place la Nouvelle-Calédonie dans la moyenne des pays développés. La dépense de santé par habitant (environ 382 000 francs ou 3 200 € en 2017) a sensiblement augmenté depuis 2013 (+8,9 %). Elle reste toutefois bien inférieure à celle de la France métropolitaine (environ 484 000 francs ou 4 056 €). La population, plus jeune, est moins consommatrice de soins, et l’offre de soins demeure encore limitée dans certaines zones. Les dépenses de formation et de recherche sont elles aussi contenues, comparativement à la France métropolitaine.
Le financement des dépenses de santé repose essentiellement sur le RUAMM et les pouvoirs publics à travers l’aide médicale lesquels représentent respectivement 66 % et 20 % du total des dépenses de santé en 2017. Les mutuelles locales qui couvrent 169 000 bénéficiaires représentent environ 8 % des dépenses. Le reste à charge des ménages est quant à lui estimé à 5 % des dépenses de santé mais peut être relativement important dans certains cas compte tenu de l’absence de couverture complémentaire généralisée.
La Nouvelle-Calédonie dispose d’un système autonome de protection sociale. La Caisse de compensation des prestations familiales, des accidents du travail et de prévoyance des travailleurs de Nouvelle-Calédonie (CAFAT) administre le Régime unifié d’assurance maladie-maternité (RUAMM), assure la prévention des accidents du travail et des maladies professionnelles et gère le Fonds d’action sanitaire, sociale et familiale (FASSF). Un service du contrôle médical veille au bien-fondé des dépenses.
En écho aux assises de la santé de 2015, le plan de santé calédonien « Do Kamo, Être épanoui » est adopté à l’unanimité par le Congrès de Nouvelle-Calédonie en mars 2016[réf. nécessaire]. Il a objectif de réformer le système de santé en tenant compte des évolutions démographiques, économiques et sociales du territoire (vieillissement de la population, augmentation des maladies longues durées, ralentissement économique…). En 2018, le plan entre dans sa phase opérationnelle. Le Congrès adopte une délibération cadre pour l’application du plan en matière de gouvernance, puis le Gouvernement arrête un projet de délibération du Congrès dressant un programme de 86 actions articulées autour de trois grands axes : « construire le modèle économique du système de santé calédonien », « construire une gouvernance du système de santé calédonien », « assurer une offre de santé efficiente grâce à une offre de prévention renforcée et coordonnée avec l’offre de soin ». Fin 2019, dans le cadre de Do Kamo, le Gouvernement présente un plan pour pérenniser le RUAMM. Il se décline en 3 volets : assainissement des comptes du RUAMM (apurement de la dette qui s’élève à 33,2 milliards de francs ou 278 millions d'euros à fin 2019 en la transférant à un établissement public à caractère administratif) ; équilibre du régime en augmentant les recettes (amélioration du recouvrement des cotisations et création d’une taxe comportementale sur les produits sucrés) et en rationalisant les dépenses de fonctionnement ; modernisation du pilotage du système de santé.
Début 2020, un prêt de cinq milliards francs Pacifique (42 millions d'euros) a été accordé au RUAMM par les régimes vieillesse et prestations familiales. En outre, des mesures visant à économiser près de deux milliards francs Pacifique (16,8 millions d'euros) par an sont présentées par le gouvernement : participation des professionnels à la maitrise des dépenses, baisse de 3 % du budget de fonctionnement des hôpitaux, responsabilisation des patients (ticket modérateur, le déremboursement des médicaments à faible service médical rendu, transports en ambulance …).

### La situation générale des finances publiques
Le ralentissement de l’économie calédonienne, à la suite d’une période marquée par la réalisation de grands travaux et un prix élevé du nickel, entraine des pressions sur les recettes fiscales et sur l’enveloppe reversée aux collectivités locales. Le secteur public calédonien est donc désormais confronté à des tensions budgétaires importantes. Les dépenses publiques décélèrent mais moins rapidement que les recettes. L’essentiel des recettes budgétaires est centralisé au niveau de la Collectivité de Nouvelle-Calédonie (CNC), et est redistribué ensuite aux provinces et aux communes selon des clés de répartition définies dans la loi organique. Ce système de péréquation amplifie les difficultés budgétaires de certaines collectivités, les obligeant à recourir davantage à l’emprunt pour maintenir leurs investissements. Si, comme le secteur privé, le secteur public a puisé dans ses réserves passées une réelle capacité de résilience, certaines collectivités sont désormais dans l’impasse et confrontées à des niveaux d’endettement se rapprochant des seuils d’alertes usuellement admis. La problématique du financement des comptes sociaux notamment est de plus en plus vive, les contributions sociales et impôts afférents ne suffisant plus à financer des dépenses de protection sociale, qui continuent de croître.
En 2014 (dernières données consolidées diffusées par l’ISEE), le secteur des administrations publiques (APU) est à l’origine de 18,6 % du PIB de la Nouvelle-Calédonie. Sa contribution a reculé de 5 points en 10 ans, mais reste toujours supérieure à celle enregistrée en France métropolitaine (16,9 % en 2014).
À la suite des transferts de compétences issus de la loi organique de 1999, près de la moitié des dépenses, après transferts internes, sont effectuées par les collectivités locales et leurs établissements publics, et un tiers par les organismes de couverture sociale. La part des dépenses réalisées directement par l’État (19 % en 2014) s’est réduite de 8 points entre 2004 et 2014, au profit de celle réalisée par la Collectivité de Nouvelle-Calédonie et par les organismes de couverture sociale.

### Fiscalité
Le code des impôts de Nouvelle-Calédonie regroupe la réglementation fiscale en vigueur. La collecte des recettes fiscales est assurée par la Direction des services fiscaux, les douanes et la Direction des finances publiques (ou Paierie), qui dépend de l’État. Selon les estimations publiées par le gouvernement : 1 % de croissance génère deux milliards francs (16,8 million s d'euros) de recettes fiscales. En 2019, les recettes publiques se stabilisent avec 180,6 milliards francs (1,5 milliard d'euros) de recettes (recouvrements nets). La TGC, nouvel impôt indirect remplaçant cinq autres taxes et mis en place en octobre 2018 a contribué à hauteur de 41,7 milliards francs (350 millions d'euros). Le rendement de cette taxe avait été estimé à 51,7 milliards francs (433 millions d'euros) (un montant équivalent au rendement des taxes supprimées). Le Gouvernement a annoncé qu’il présentera en 2021 une loi de programmation fiscale qui viendra fixer les grandes lignes de la politique fiscale de ces prochaines années. Certains impôts et taxes ne seront pas appelés à évoluer, d’autres devraient évoluer (convergence des taux de la TGC…), et enfin d’autres pourraient être créées (redevance d’extraction, taxe « croisières »...).